# Lisszabon
Lisszabon (portugálul Lisboa) Portugália fővárosa és egyben legnagyobb városa. Megyeszékhelye még Lisszabon megyének, székhelye a Lisszaboni régiónak és központja Nagy-Lisszabon szubrégiónak. Itt található a lisszaboni patriarkátus székhelye is.
A Lisszabon városban élő lakosok száma 489 562 fő, míg a főváros vonzáskörzetének 2865 km² területén közel 2,8 millió ember él, az ország lakosságának 27,7%-a. A Lisszaboni régió Portugália leggazdagabb térsége, az egy főre jutó éves bruttó hazai terméke (GDP) az Európai Unió átlagánál is jelentősen magasabb, az ország bruttó hazai termékének 37%-át termeli.
Lisszabon az ország politikai központja, itt található a kormány székhelye és a köztársaság elnökének rezidenciája is.
Két európai uniós hivatalnak van székhelye Lisszabonban, a Kábítószer és Kábítószer-függőség Európai Megfigyelőközpontjának (EMCDDA) és az Európai Tengerészeti Biztonsági Hivatalnak (EMSA). A Portugál Nyelvű Országok Közösségének (CPLP) központja szintén itt található.
Lisszabon alapterülete 83,84 km², átlagos népsűrűsége 5839 lakos/km²-ként. A város jelenleg 53 kerületre van felosztva, azonban előkészítés alatt áll egy új kerület alakításának terve. Északon Odivelas és Loures községekkel, nyugaton Oeiras községgel, északnyugaton Amadora községgel, délkeletről pedig a Tejo folyó tölcsértorkolatával határos. Lisszabon a torkolat vonala mentén szomszédos a déli part községeivel Almadával, Seixallal, Barreiróval, Moitaval, Montijoval és Alcochetevel.

## Földrajz

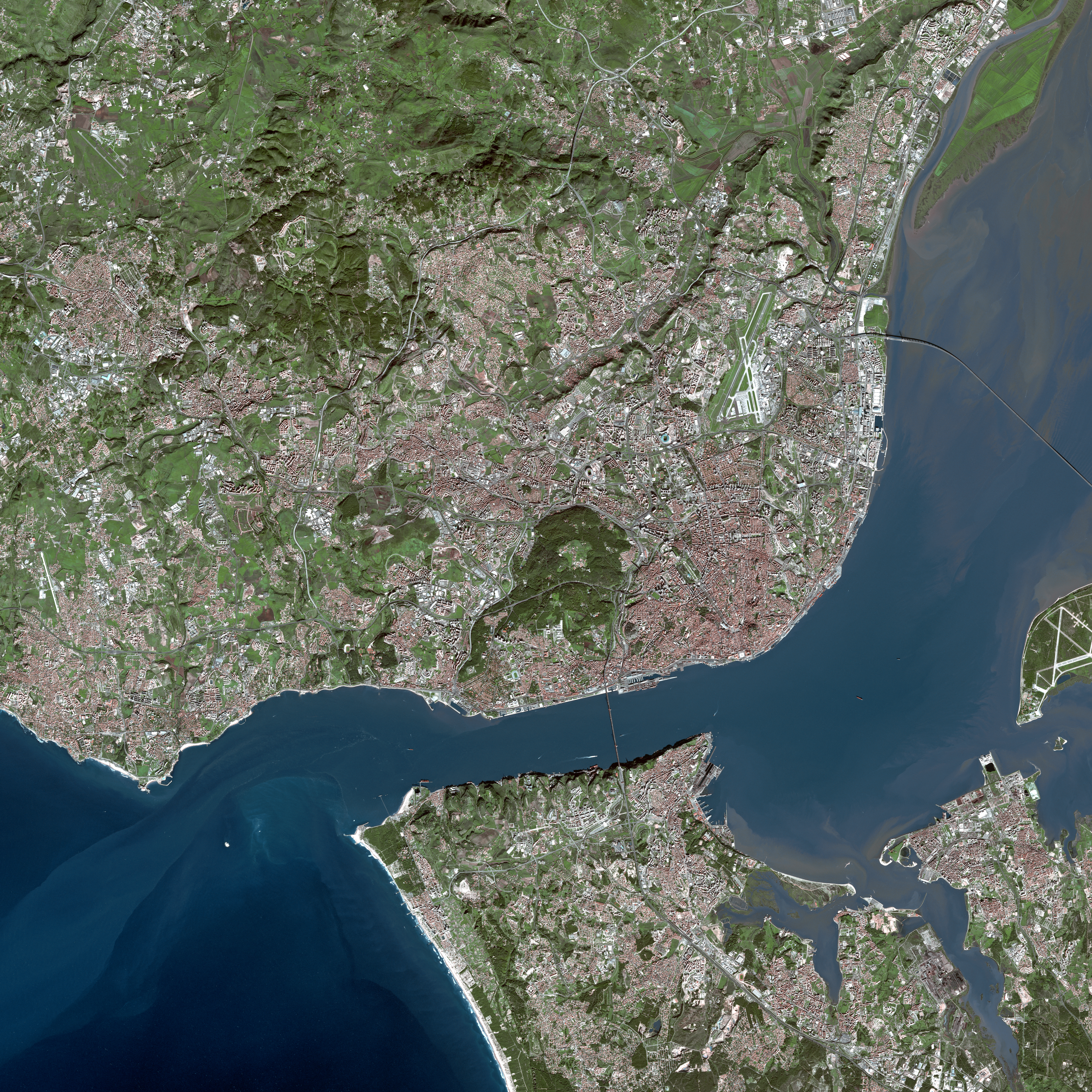
Lisszabon Műholdfelvétele.

Lisszabon Portugália nyugati peremén, az Atlanti-óceán partján helyezkedik el. Európa szárazföldi területének legnyugatibb fővárosa. A Tejo tölcsértorkolatában a folyó jobb partján található, alapterülete 83,84 km². Legmagasabb pontja a "Serra de Monsanto" 227 méterre emelkedik a tengerszint fölé.
A főváros szorosan vett határait jól meghatározzák a történelmi városrészek kontúrjai. Lisszabon körül számos, ma már közigazgatásilag önálló peremváros fejlődött ki, mint "Loures", "Odivelas", "Amadora" és "Oeiras" melyek a főváros vonzáskörzetéhez, agglomerációjához tartoznak.
Rómához hasonlóan a történelmi városnegyedek a város hét dombjára épültek. Az utcahálózat ezért sok esetben túl szűk ahhoz hogy járműforgalom megközelíthesse, ezért a tömegközlekedést három siklóvasútvonal és egy felvonó, a Santa Justa felvonó biztosítja. A város nyugati felét a Monsanto Park természetvédelmi területe foglalja el, amely közel 10 km²-es területével Európa egyik legnagyobb városi zöldfelületei közé tartozik.
Lisszabon a XIX. századtól kezdődően fokozatosan terjeszkedett a Tejo folyó felé is medrének módszeres feltöltésével. A feltöltések helyén kikötői létesítmények, vasútvonalak és főutak, valamint az utóbbi évtizedben új urbanizációk épültek mint a Nemzetek Parkja (portugálul "Parque das Nações") és egy új kulturális negyed, a Belém-i Művelődési Központ (portugálul "Centro Cultural de Belém").

### Éghajlat
A város klímája mediterrán. Lisszabon az egyik legmelegebb európai főváros. A tavaszi és a nyári hónapok zömmel naposak. A maximum hőmérséklet júliusban és augusztusban körülbelül 28 °C és a legalacsonyabb hőmérséklet 18 °C körüli. A késő ősz és a tél tipikusan esős és szeles; a max. hőmérséklet télen 15 °C körül alakul. A napsütéses órák száma igen magas, átlagosan évi 2800 napos óra.
| Hónap                                                    | Jan. | Feb. | Már. | Ápr. | Máj. | Jún. | Júl. | Aug. | Szep. | Okt. | Nov. | Dec. | Év   |
| -------------------------------------------------------- | ---- | ---- | ---- | ---- | ---- | ---- | ---- | ---- | ----- | ---- | ---- | ---- | ---- |
| Rekord max. hőmérséklet (°C)                             | 22,6 | 24,8 | 29,4 | 32,2 | 34,8 | 41,5 | 40,6 | 41,8 | 37,3  | 32,6 | 25,3 | 23,2 | 41,8 |
| Átlagos max. hőmérséklet (°C)                            | 14,8 | 16,2 | 18,8 | 19,8 | 22,1 | 25,7 | 27,9 | 28,3 | 26,5  | 22,5 | 18,5 | 15,3 | 21,4 |
| Átlaghőmérséklet (°C)                                    | 11,6 | 12,7 | 14,9 | 15,9 | 18,0 | 21,2 | 23,1 | 23,5 | 22,1  | 18,8 | 15,0 | 12,4 | 17,5 |
| Átlagos min. hőmérséklet (°C)                            | 8,3  | 9,1  | 11,0 | 11,9 | 13,9 | 16,6 | 18,2 | 18,6 | 17,6  | 15,1 | 11,8 | 9,4  | 13,5 |
| Rekord min. hőmérséklet (°C)                             | 1,0  | 1,2  | 0,2  | 5,5  | 6,8  | 10,4 | 14,1 | 14,7 | 12,1  | 9,2  | 4,3  | 2,1  | 0,2  |
| Átl. csapadékmennyiség (mm)                              | 100  | 85   | 53   | 68   | 54   | 16   | 4    | 6    | 33    | 101  | 128  | 127  | 774  |
| Havi napsütéses órák száma                               | 143  | 157  | 208  | 234  | 291  | 303  | 353  | 344  | 261   | 214  | 156  | 143  | 2806 |
| Forrás: Instituto de Meteorologia, Hong Kong Observatory |      |      |      |      |      |      |      |      |       |      |      |      |      |

### Népesség
Lisszabon város állandó lakosainak száma (2008. évi adatok szerint) 489 562 fő, míg a főváros vonzáskörzetének teljes 2864.6 km²-es területén 2 808 414 ember lakik, kontinentális Portugália lakosságának 27,7%-a.
A fővárosban az elmúlt években erős népességfogyás tapasztalható a lakosság elővárosi övezetekbe való kiköltözése miatt, amit jól mutat az agglomeráció népességszámának erőteljes növekedése.
Lisszabon népességének több mint 54%-át képviselik a nők, a férfiak aránya pedig 46%.
A város korösszetételére jellemző az elöregedés, a 65 éves vagy annál idősebbek aránya a teljes populáció 23%-t teszi ki, míg országos viszonylatban az átlag csupán 16%.
A lakosság 13%-a fiatalabb 15 évesnél, 9%-a 15 és 24 év közötti és 53%-a 25 és 64 év közötti.
| Év       | 1801    | 1849    | 1900    | 1930    | 1960    | 1981    | 1991    | 2001    | 2003    | 2004    | 2005    | 2006    | 2007    | 2008    |
| -------- | ------- | ------- | ------- | ------- | ------- | ------- | ------- | ------- | ------- | ------- | ------- | ------- | ------- | ------- |
| Lakosság | 203 999 | 174 900 | 350 919 | 591 939 | 801 155 | 807 937 | 663 394 | 564 657 | 540 563 | 529 485 | 519 795 | 509 751 | 499 709 | 489 562 |

## Közigazgatás

### 2013-ig

Térkép a korábbi 53 városi területtel (freguesias) és 4 körzettel (bairros)

2013-ig Lisszabont 53 területre osztották fel , amelyeket adminisztratív okokból négy körzetbe (bairros) osztottak be:
| - Ajuda (2. Bairro) - Alcântara (2. Bairro) - Alto do Pina (4. Bairro) - Alvalade (3. Bairro) - Ameixoeira (3. Bairro) - Anjos (1. Bairro) - Beato (4. Bairro) - Benfica (3. Bairro) - Campo Grande (3. Bairro) - Campolide (3. Bairro) - Carnide (3. Bairro) - Castelo (1. Bairro) - Charneca (3. Bairro) - Coração de Jesus (1. Bairro) - Encarnação (1. Bairro) - Graça (1. Bairro) - Lapa (2. Bairro) - Lumiar (3. Bairro) | - Madalena (1. Bairro) - Mártires (1. Bairro) - Marvila (4. Bairro) - Mercês (1. Bairro) - Nossa Senhora de Fátima (3. Bairro) - Pena (1. Bairro) - Penha de França (4. Bairro) - Prazeres (2. Bairro) - Sacramento (1. Bairro) - Santa Catarina (1. Bairro) - Santa Engrácia (1. Bairro) - Santa Isabel (2. Bairro) - Santa Justa (1. Bairro) - Santa Maria de Belém (2. Bairro) - Santa Maria dos Olivais (4. Bairro) - Santiago (1. Bairro) - Santo Condestável (2. Bairro) - Santo Estêvão (1. Bairro) | - Santos-o-Velho (2. Bairro) - São Cristóvão e São Lourenço (1. Bairro) - São Domingos de Benfica (3. Bairro) - São Francisco Xavier (2. Bairro) - São João (4. Bairro) - São João de Brito (3. Bairro) - São João de Deus (4. Bairro) - São Jorge de Arroios (4. Bairro) - São José (1. Bairro) - São Mamede (1. Bairro) - São Miguel (1. Bairro) - São Nicolau (1. Bairro) - São Paulo (1. Bairro) - São Sebastião da Pedreira (3. Bairro) - São Vicente de Fora (1. Bairro) - Sé (1. Bairro) - Socorro (1. Bairro) |

### 2013 óta
2013 óta Lisszabon közigazgatásilag 24 területre (freguesias) oszlik meg:

Térkép a 24 lisszaboni területtel (freguesias) öt zónában (UIT – Unidades de Intervenção Territorial)

- Ajuda
- Alcântara
- Alvalade
- Areeiro
- Arroios
- Avenidas Novas
- Beato
- Belém
- Benfica
- Campo de Ourique
- Campolide
- Carnide
- Estrela
- Lumiar
- Marvila
- Misericórdia
- Olivais
- Parque das Nações
- Penha de França
- Santa Clara
- Santa Maria Maior
- Santo António
- São Domingos de Benfica
- São Vicente

## Története

### A neolitikum korától aRómai Birodalomig

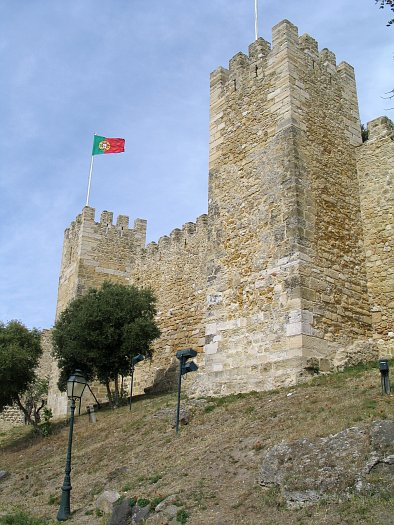
Szent György vár

A félszigetet az újkőkorszak alatt Ibér törzsek népesítették be. Nyugat-Európa Atlanti-óceán menti vidékein megtelepedett más népcsoportokhoz hasonlóan az ibérek is emeltek megalitikus emlékeket. Napjainkban is megtalálható számos dolmen és menhir Lisszabon környezetében, így például Amadora, Cacém, Belas, Carenque és Barreira településeken.
Föníciai eredetű régészeti leletek alapján történészeket arra a következtetésre jutottak, hogy már i.e. 1200-ban a mai város központjában, a Szent György vár dombjának déli lejtőjén egy föníciai kereskedelmi kolónia létezett.
A Tejo folyó torkolatában kialakult jó adottságú természetes kikötő ideális pihenő- és feltöltőállomása lehetett az Ón-szigetekre (mai Scilly-szigetek) és Cornwall-ra tartó föníciai hajóknak.
Az időszámításunk előtti első évezredben kelta népcsoportok áramlottak be a félszigetre. Feltételezhető keveredésük a helyi ibér lakosokkal az önálló, kelta nyelven beszélő Conii és Cempsii törzseket hozhatta létre a mai Algarve és Baixo Alentejo régiókban.
Lisszabon nevének eredete egyes feltételezések szerint a föníciai Allis Ubbo, vagyis "biztonságos, barátságos kikötő" elnevezésből származik. Egy másik elmélet szerint az elnevezés a Tejo folyó római hódítás előtti nevével Lisso-val vagy Lucio-val hozható inkább kapcsolatba.

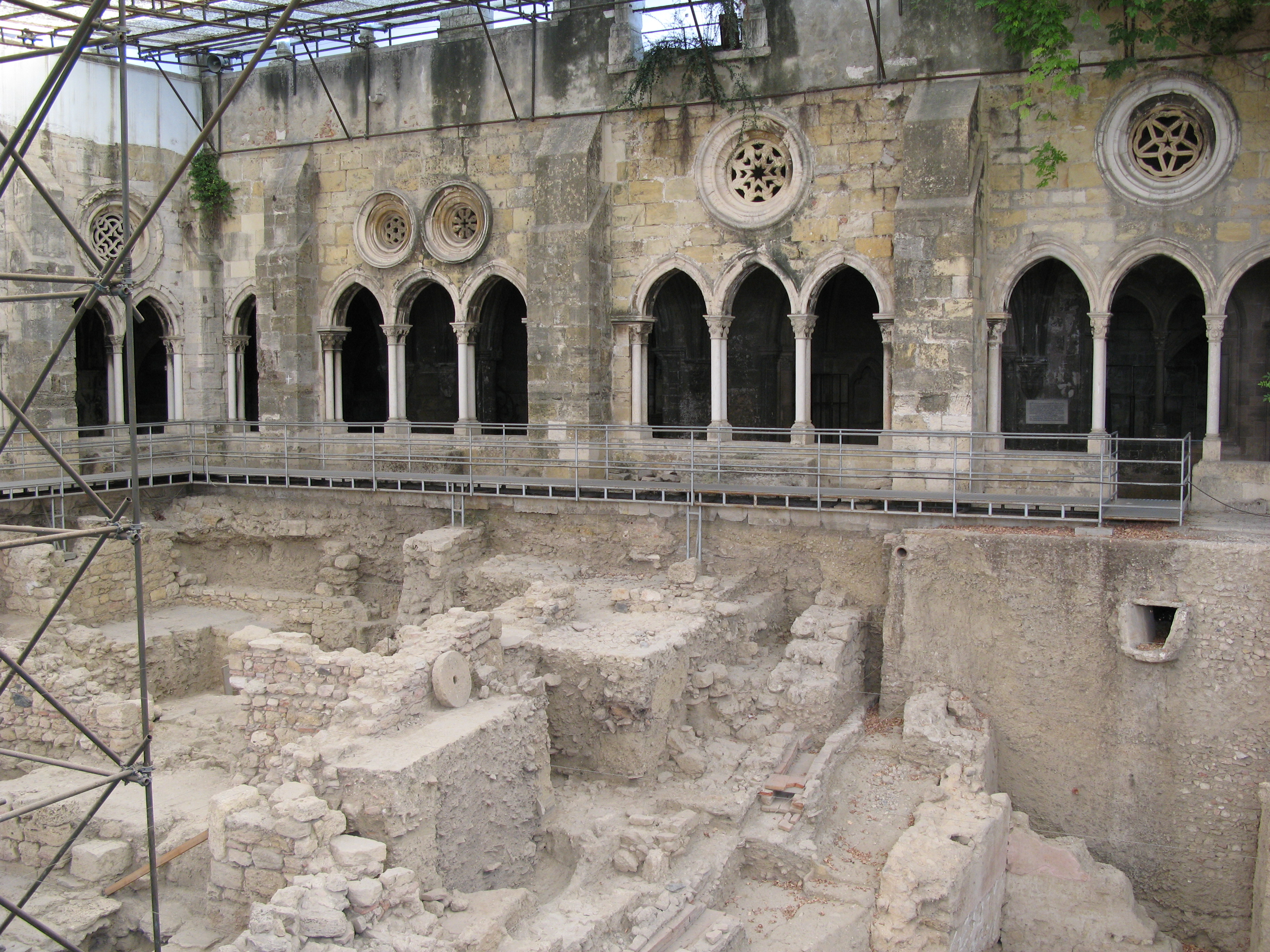
A lisszaboni katedrális kolostorkertje alatt feltárt föníciai épületmaradványok.

Az Ibériai-félsziget legnagyobb folyójának torkolatában alapított új kolónia lehetővé tette a kereskedelmi kapcsolatok kiépítését a szárazföld belsejében nemesfémekkel kereskedő helyi törzsekkel. Fontos helyi termék volt a só, a sózott hal és az értékes tiszta vérű luzitán ló is.
A közelmúltban tártak fel a lisszaboni katedrális kolostorkertje alól i. e. 800-ból származó föníciai eredetű maradványokat. Néhány jelenkori történész vitatja azonban Lisszabon föníciai alapításának elméletét. José Mattoso portugál történészprofesszor és középkorkutató álláspontja szerint Lisszabont egy ősi pre-ibér, autochton (a rómaiak által oppidum-nak nevezett) civilizáció alapította, amely legfeljebb kereskedelmi kapcsolatban állt a később érkezett föníciaiakkal – ezért tártak fel e korból föníciai agyagedények maradványait és más tárgyakat.
A görögök Olissipo-nak nevezték a várost Ulysses legendás ókori görög király után, akinek a város alapítását tulajdonították, bár ennek a mondának komoly valóságalapja nincsen. Egy ókori görög mítosz szerint a hős azután alapította a várost, miután elhagyta Tróját és nekivágott az Atlanti-óceánnak a görög koalíció elől. A legendát Luís de Camões is felidézi az 1572-ben írt A Lusiadák (Os Lusíadas) című portugál hőskölteményben. Később a görög elnevezés a római hódítás alatt Olissipona-ként vándorolt át a vulgáris latin nyelvbe.

### A Római Birodalomtól a vizigót hódításig

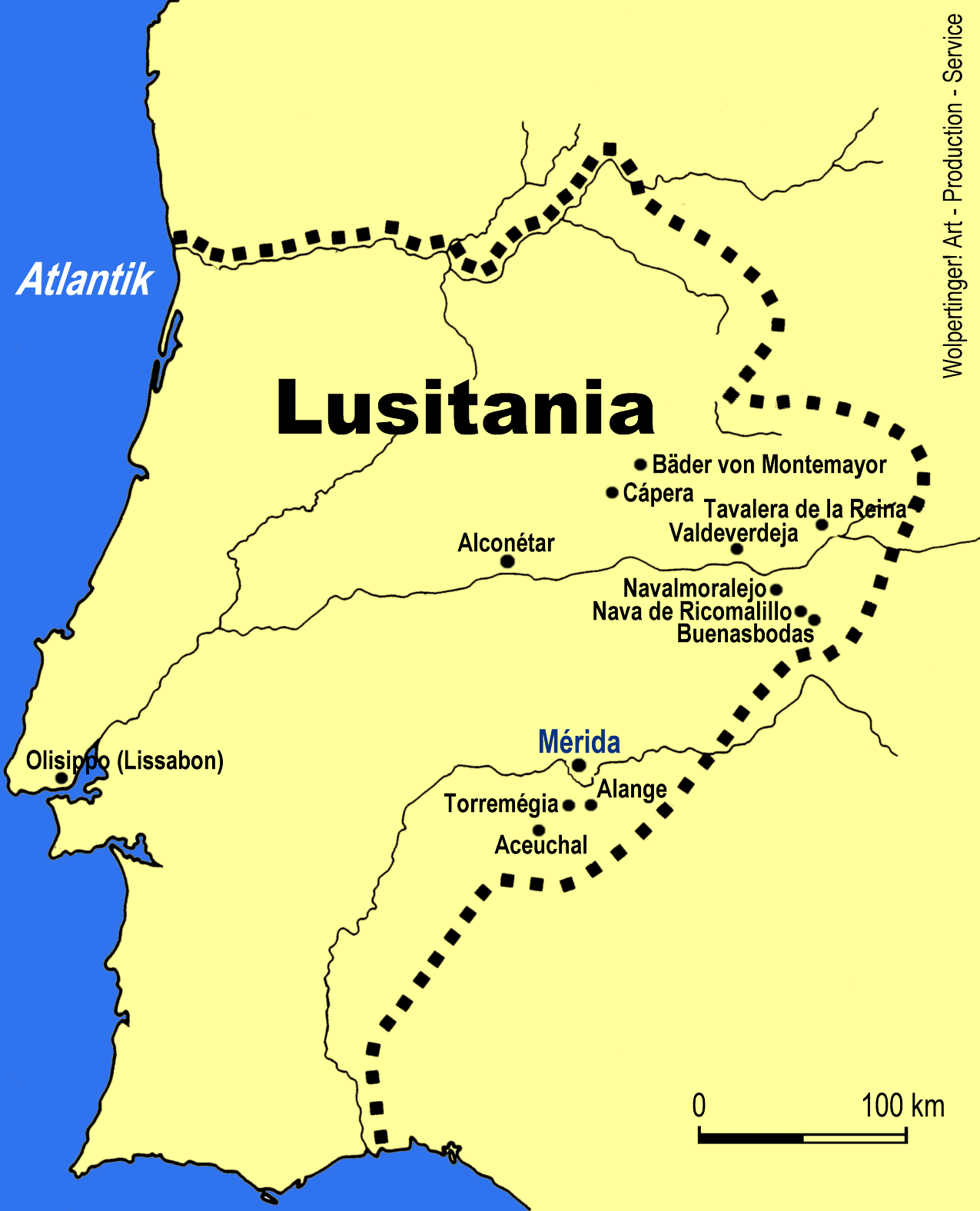
Lusitania ókori római provincia

A II. pun háború végén (i. e. 218-tól i. e. 201-ig), Hannibal legyőzése után a rómaiak hadjáratot indítottak a jelentős karthágói gyarmat, Hispania meghódítására. Scipio Africanus Kelet-Hispaniában sikeresen leigázta a karthágóiakat, a nyugati térségek megbékítésére pedig Decimus Junius Brutus Callaicus proconsul vezetésével indította csapatokat. Ő i. e. 205 körül szövetségre lépett Olissipo népével, akik katonai segítséget nyújtottak a római légióknak a félsziget északnyugati felét benépesítő kelta törzsek leverésére. A támogatásért cserébe a várost Felicitas Julia néven, a legtöbb meghódított castrum-nál és autochton településnél jóval nagyobb, különleges kiváltságokkal olvasztották be a Római Birodalomba. A város Municipium Cives Romanorum rangot kapott és 50 km-es körzetébe tartozó területekkel együtt önrendelkezési jogot és adómentességet élvezett, polgárai pedig megkapták a római polgárjoggal járó privilégiumokat. Az Ibériai-félsziget teljes meghódítása és provinciákra bontása után Lusitania tartomány része lett – ennek fővárosa, Emerita Augusta (mai nevén Mérida) a spanyolországi Extremadura autonóm közösségben található.
Augustus római császár uralkodása idején (i. e. 27-től i. sz. 14-ig) a városban épült egy színház, egy termálfürdő (a mai Rua da Prata környékén), templomok a császár valamint Jupiter, Diána, Tethys, Cybele és Idae Phrygiae (egy kevésbé elterjedt, Kis-Ázsiából származó kultusz) istenek és istennők tiszteletére. Emeltek továbbá egy fórumot, többszintes lakóépületekből (insulae) álló negyedet a mai városközpont és várdomb között. Egy Nekropolisz nyomait fedezték fel a mai Praça da Figueira tér alatt.
Olissipo nevezetes volt garumnak nevezett drága, a tehetős római körökben népszerű, erjesztett hal-öntetéről, amelyet amforákban szállítottak Rómába és a birodalom többi részébe. Fontos exporttermék volt még a bor, a só és a luzitán ló.
A várost két, a Julii és a Cassiae család kezében lévő oligarchia kormányozta. Emeritába, a provincia kormányzójának és Tiberius császárnak címzett levelek maradtak ránk, amelyben a város segítséget kér a tengeri szörnyek leküzdésére, melyeket hajók elleni támadásokért tartottak felelősnek. A leghíresebb lisszaboni származású római Sertorius volt, aki Sulla diktátor elleni felkelést vezette. A várost burkolt út kötötte össze nyugat Hispania két másik nagyobb városával, Bracara Augustá-val Terraconensis provinciában (mai Braga Portugáliában) és Emerita Augustával (mai Mérida Spanyolországban).
A római uralom utolsó évtizedeiben Olissipo az első keresztény városok egyike lett. A népvándorlás korában i. sz. 409-411 között, barbár alán és vandál törzsek törnek be a félszigetre akik 429-ig tartották uralmuk alatt a területet. Északnyugaton 410-ben megalakult a szvéb királyság Gallaecia provinciában (a mai Galicia és Észak-Portugália területén) és 416-tól fokozatosan terjeszkedni kezdett dél felé.
585-ben a vizigótok meghódítják Galiciát, és ezzel az egész Ibériai-félsziget vizigót fennhatóság alá kerül. Lisszabon neve ekkor Ulishbona lesz.

### A mór uralom

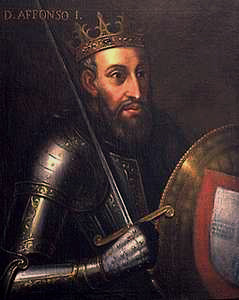
Afonso Henriques

711-ben, kihasználva a vizigót királyság belső hatalmi harcait Gibraltár felől arab és berber seregek törnek be az Ibériai-félszigetre Tarik ibn Ziyad vezetésével. Júliusban, a Guadalete-i csatában megsemmísitik a vizigót hadsereg derékhadát majd fokozatosan meghódítják Córdobá-t, Toledó-t és Lisszabon-t, melyet arabul al-ʾIšbūnah-nak hívtak.
Észak-Afrikából és a Közel-Keletről származó muzulmán hódítók számos mecsetet, lakóépületet és védművet emeltek. A X. század elejéről származik Lisszabont körülölelő, tornyokkal megerősített kőfal a cerca moura, amelynek egyes szakaszai ma is láthatóak. A városban különféle népcsoportok éltek: keresztények, berberek, arabok, zsidók és saqalibá-k, azaz szláv illetve más, Közép- vagy Kelet-Európából elszármazott rabszolgák.
Az arab vált a kötelező hivatalos nyelvvé, a keresztény lakosság ennek a vulgáris latinnal kevert, úgynevezett mozarab változatát használta. Az iszlám vallást gyakorolták az arabok és muladik, a keresztények és zsidók pedig megtarthatták és gyakorolhatták hitüket, de egy jizyah nevű adót kellett fizetniük. A muzulmán hatás megfigyelhető Alfamában, az egyik legrégebbi negyedben, amely épen átvészelte Lisszabont szinte teljesen elpusztító 1755. évi nagy földrengést. A negyed neve maga is arab, az al-hamma szóból származik.

### Lisszabon meghódítása

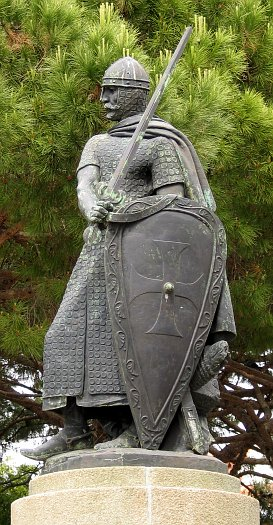
I. Alfonz portugál király szobra.

Alfonz Henrik gróf, a későbbi I. Alfonz portugál király 1137-ben megpróbálta elfoglalni "al-Ishbuná"-t, de sikertelenül ostromolta a Szent György várat. A várost csak tíz évvel később, 1147-ben, a második keresztes hadjárat seregeinek segítségével sikerült meghódítania. 1179-ben I. Alfonz szabad királyi város címet adományozott Lisszabonnak, 1255-ben pedig stratégiai jelentősége miatt ez lett a királyság fővárosa. A királyi udvar idetelepülése jelentősen erősítette városias jellegét. A keresztény hódítók hamarosan megalapították a Lisszaboni egyházmegyét, amit a 14. század végén már egy főegyházmegyei rangra emeltek.
Lisszabon folyamatosan növekedett, és a középkor utolsó századaira fontos kikötőváros lett: főleg Észak-Európába és Földközi-tenger városaiba indultak innen hajók. 1290-ben I. Dénes Lisszabonban alapította meg Portugália első egyetemét, az Estudos Geraist (latin nevén Studium Generalét). Az egyetem 1308-ban Coimbrába költözött, ahol a mai napig működik Coimbrai Egyetem (Universidade de Coimbra) néven.
Ahogy nőtt a népesség, új lakónegyedek jöttek létre az eredeti, kőfallal körbevett mór városmagon kívül. Az új várfalat 1373–1375 között I. Ferdinánd király építtette meg.
A nagy felfedezések korában az 1420-as évektől, elsősorban Tengerész Henrik hercegnek köszönhetően ez volt az egyik legfontosabb kikötő, a legelső felfedező utak kezdőpontja. A felfedezések, a gyarmatosítás, az új kereskedelmi kapcsolatok az 1500-as években kialakuló világkereskedelem egyik fő központjává tették.

### Az 1755. évi földrengés

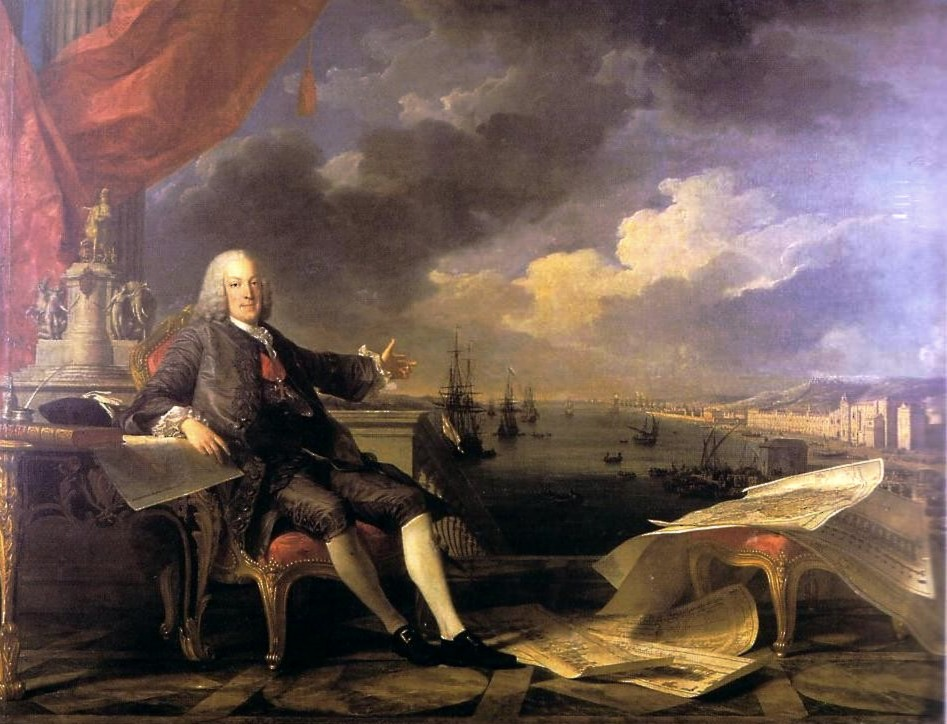
"Pombal márki" és Lisszabon újjáépítése, "Louis-Michel van Loo" (1707–1771) és "Claude-Joseph Vernet" (1714–1789) festménye.

Lisszabon az 1600-as évekre a világ egyik leggazdagabb városának számított, a század közepe-vége felé elinduló lassú hanyatlás ellenére is, egészen az 1755. november 1-jei földrengésig, melyben és az azt követő cunamiban a város mintegy 85%-a teljesen elpusztult, és kb. 60-90 ezer ember halt meg. 
A várost Pombal márki (Marquês de Pombal) hadügy- és külügyminiszter tervei alapján építették újjá. Lisszabon központjában az Alsóvárost (Baixa Pombalina) azonos méretű háztömbökkel és derékszögű utcahálózattal építették újjá. Ebbe a rendszerbe illeszkedik bele a "Rossio" negyed, és a Tejo folyó felé nyitott Terreiro do Paço tér (más néven Praça do Comércio), melynek északi oldalán, a tér szimmetriatengelyében található az Augusta utcai diadalív.
A második világháború során egyike volt a néhány semleges, nyitott kikötőnek, mely az Egyesült Államokba tartó menekültek és a kémek központjává tette.
1998-ban Lisszabon Budapest visszalépése miatt világkiállítást rendezhetett, mely mintegy 11 millió látogatót vonzott a 132 napos nyitvatartása alatt. 146 ország és 14 nemzetközi szervezett pavilonjait tekinthették meg az érdeklődők. Az eseményt később a BIE (Bureau of International Expositions – a világkiállításokat szervező alapítvány) minden idők legjobb expójának nevezte.

## Legfontosabb épületei, turisztikai látványosságai

### Alfama
Az Alfama Lisszabon legrégebbi és talán legjellemzőbb negyede. A mór uralom alatt ez a negyed alkotta a város legnagyobb részét. Nevének eredete az arab al-hamma szóból származik, ami fürdőt vagy forrást jelent. A város kevés negyedeinek egyike amely túlélte az 1755-ös földrengést, így a korai középkorból visszamaradt apró terek és szűk utcák-sikátorok hálózata szinte változatlan formában megmaradt. Alfamá-ban van a fado-házak többsége, ahol élőzenés előadásokra térhetnek be a vendégek. A városközpont legmagasabb dombján emelkedik a Szent György vár (Castelo de São Jorge), itt található a Nemzeti Panteon (Igreja de Santa Engrácia (Panteão Nacional) ), a São Vicente de Fora templom valamint a Lisszaboni katedrális (Sé de Lisboa) és mellette a Szent Antal templom (Igreja de Santo António).

### Bairro Alto
A Bairro Alto vagy Felsőváros szomszédos a Baixá-val. Szűk, kockakővel borított utcáin főleg lakóházak állnak jellegzetes kőkeretes ablakaikkal, francia-erkélyeikkel és díszes öntöttvas korlátaikkal. A földszintjükön hagyományos kiskereskedések, boltok nyílnak. A 80-as évektől kezdve vált a lisszaboni éjszakai élet legismertebb negyedévé számtalan éttermével, bárjával. Kedvelt találkozóhelye Lisszabon fiataljainak, szórakozóhelyei és utcái az éjszakai órákban turisták valamint helyi lakosok tömegeivel telik meg.
Legismertebb és legjellemzőbb épülete a Belém-torony (Torre de Belém), Belém városrészben, amit I. Mánuel rendelésére építettek meg 1515–1521 között. Portugália terjeszkedési korszakában szimbólummá vált az erődítmény. Igazi szépségét a külső díszítés adja: a faragott kötélforma, a nyitott erkélyek, a mór stílusú őrtornyok. A terasz alatt gótikus belső tér, amely börtön és fegyverraktárként funkcionált.
Vele szemben található a Jeromosok kolostora. A Szent György vár (Castelo de São Jorge) a városközpontban, a legmagasabb dombon fekszik. Lisszabon mellett található Európa leghosszabb hídja, a Vasco da Gama híd.
A szerény külsejű Szent Rókus-templomot két dolog teszi nevezetessé:
- a Szent János-kápolna és
- a csempeképek.

További látnivalók:
- Szent Jeromos-kolostor
- Santa Justa felvonó

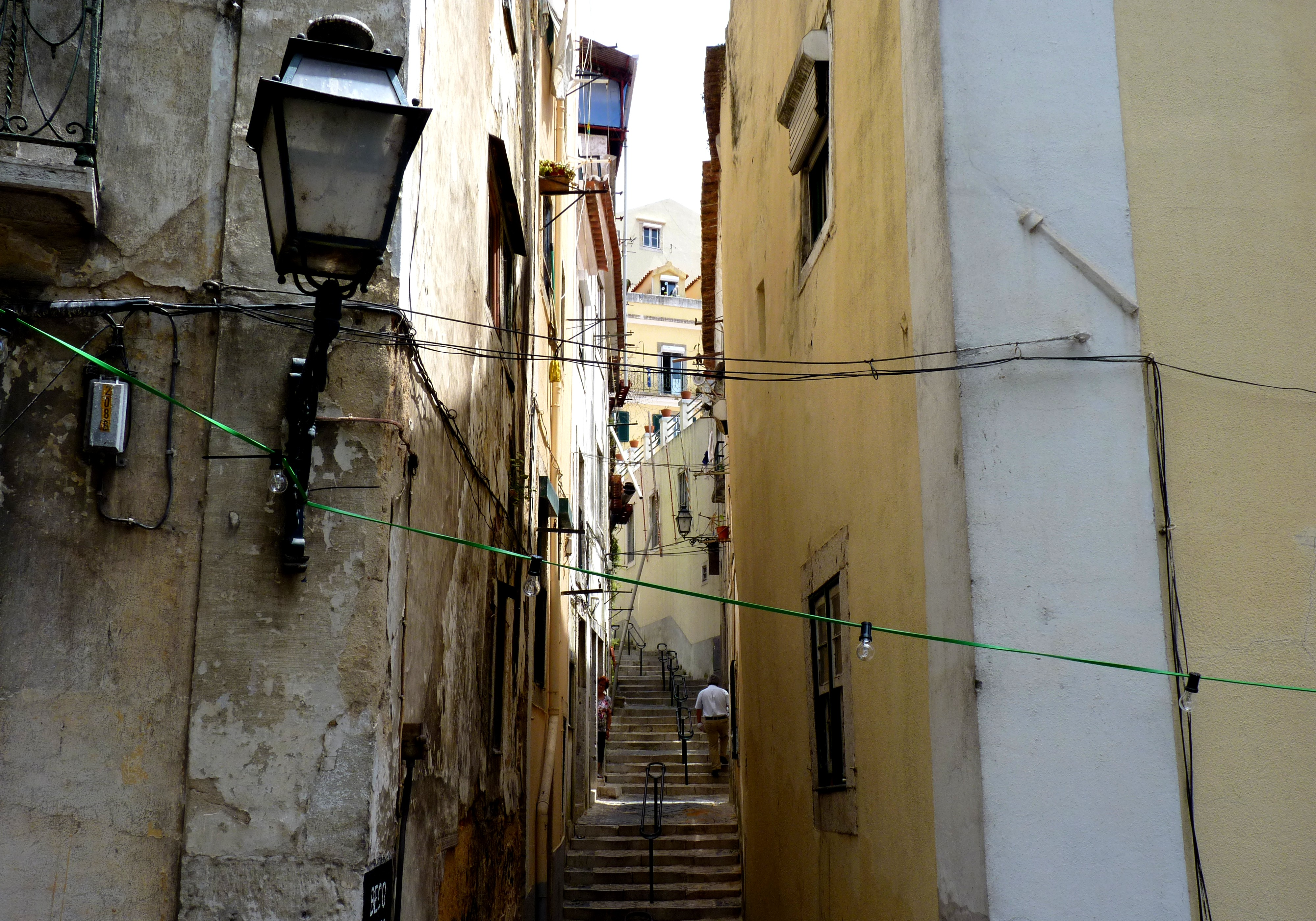
Merdek utca
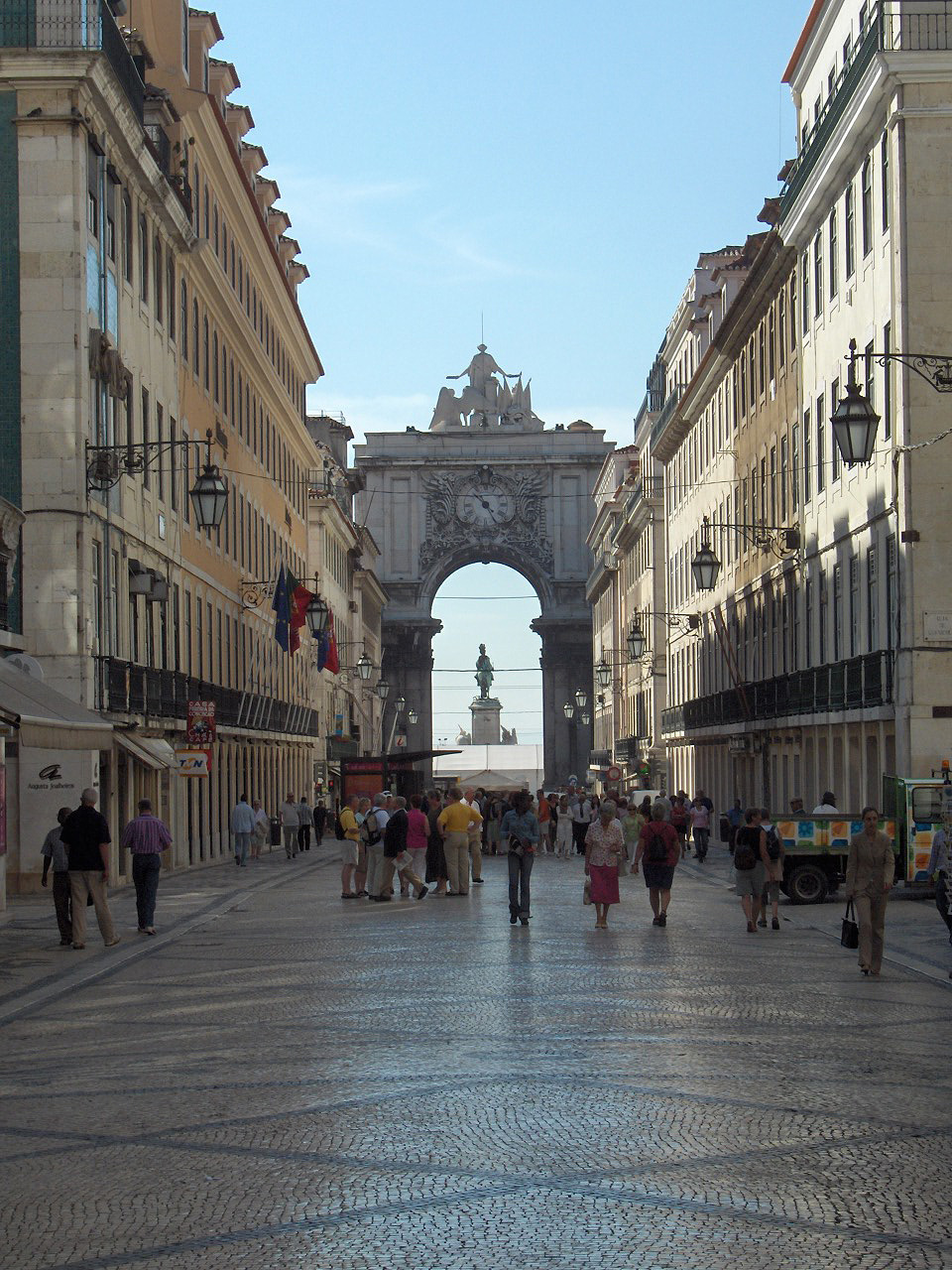
Az Augusta utca a Baixá-ban, háttérben a diadalív
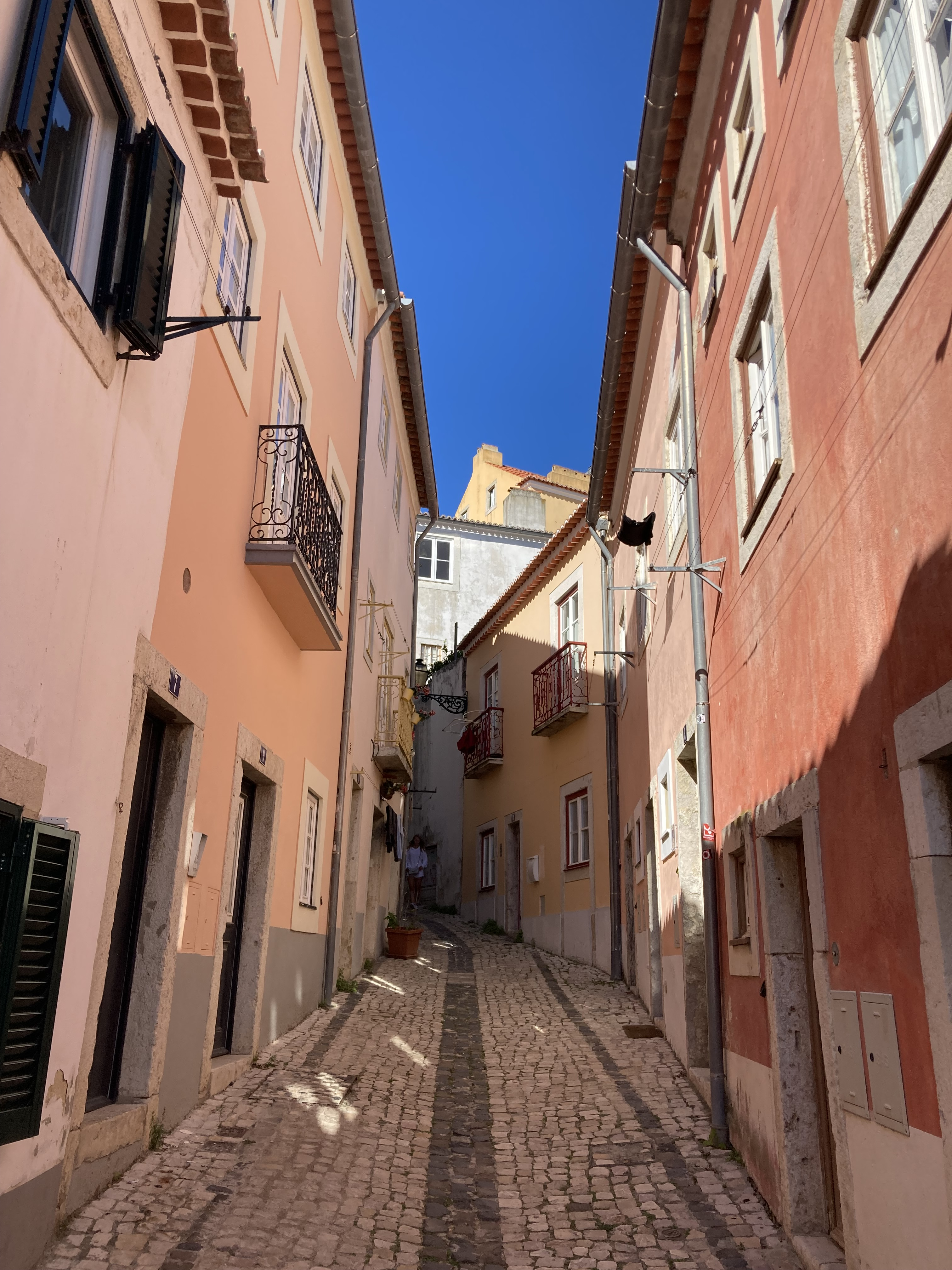
Utca az erőd alatt
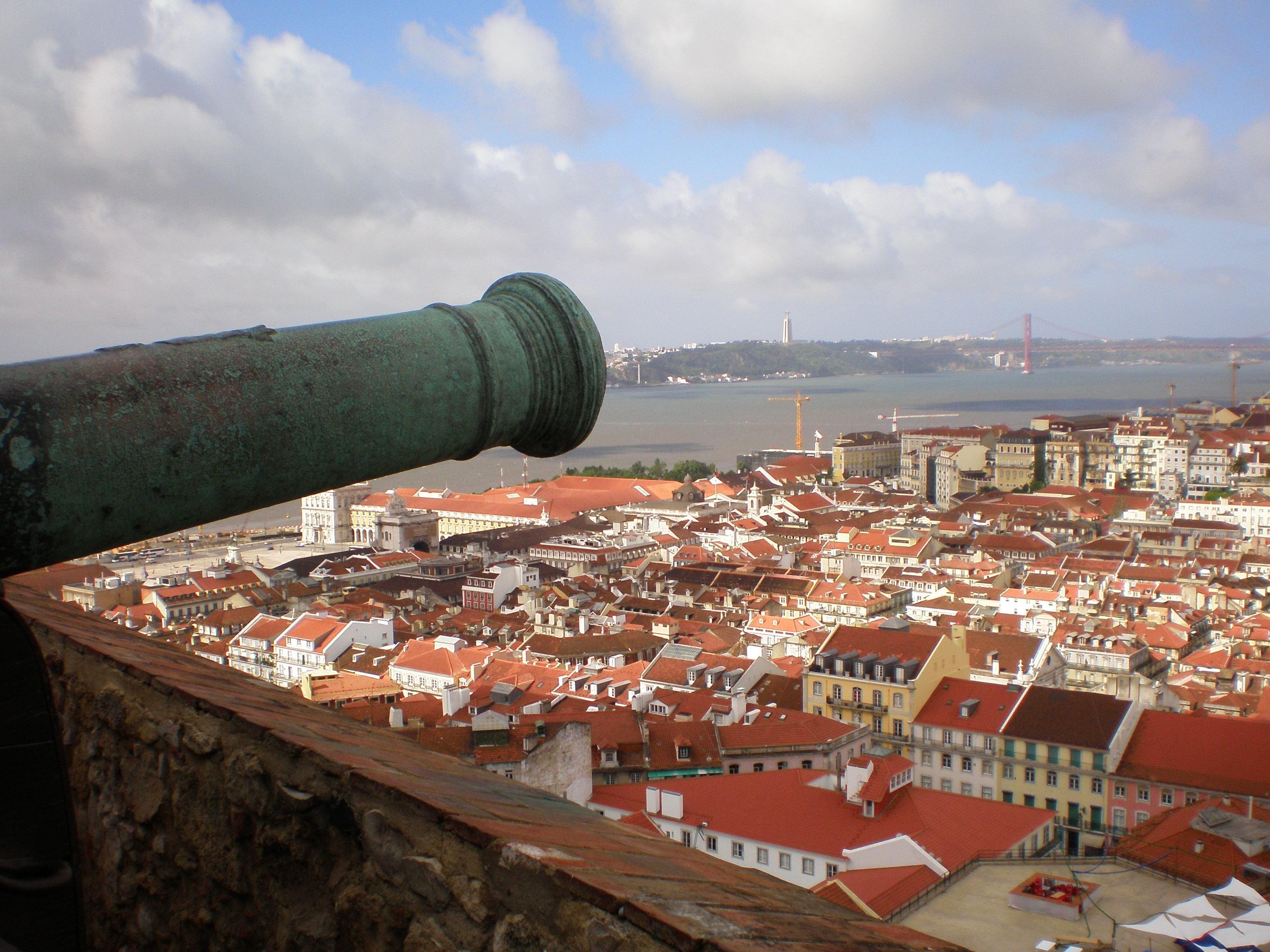
Látkép a Szent György-várból. A vár alatt az ’’Alfama’’, háttérben a ’’Baixa’’ és a Tajo folyó látszik
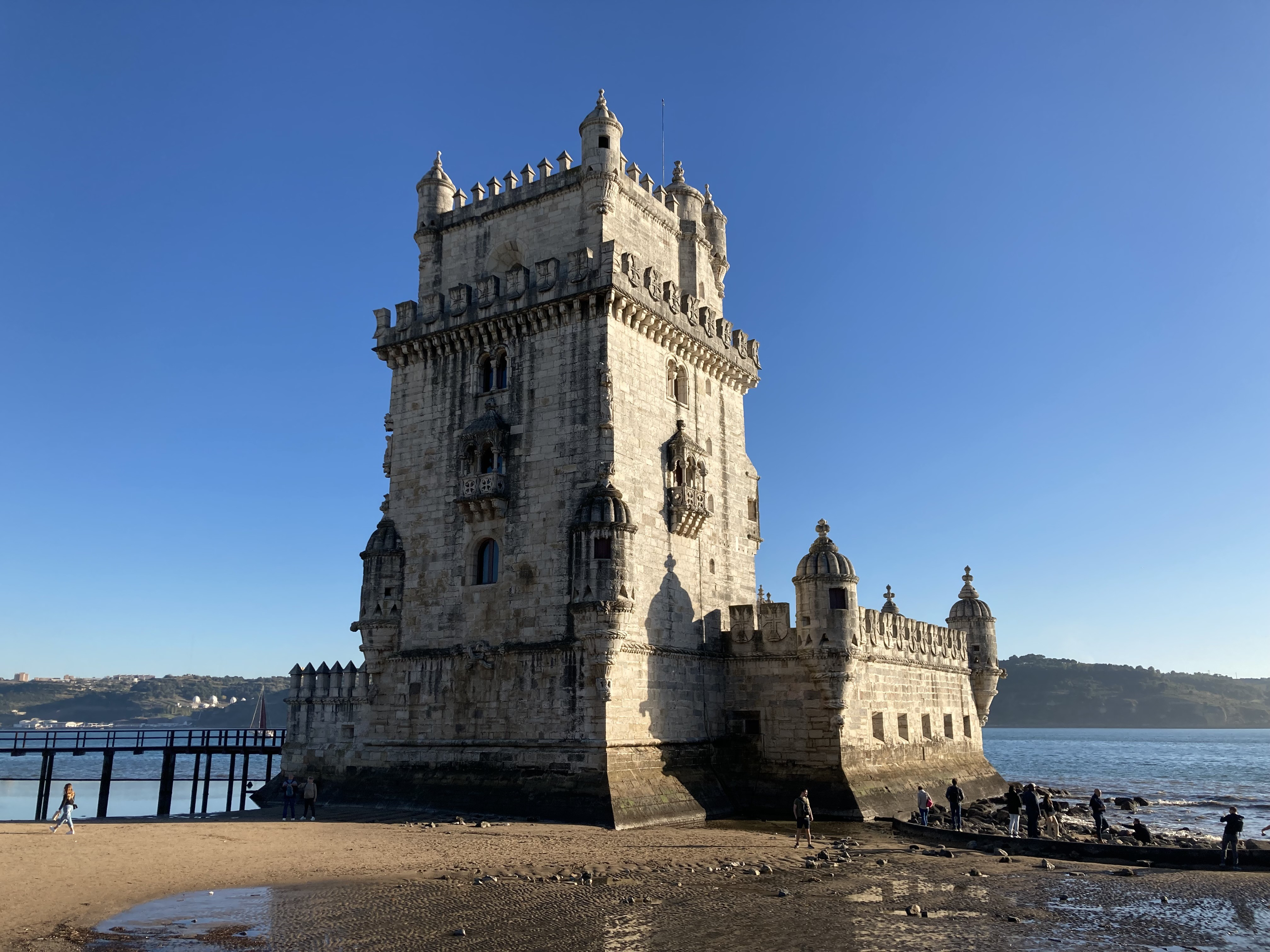
Belém-torony
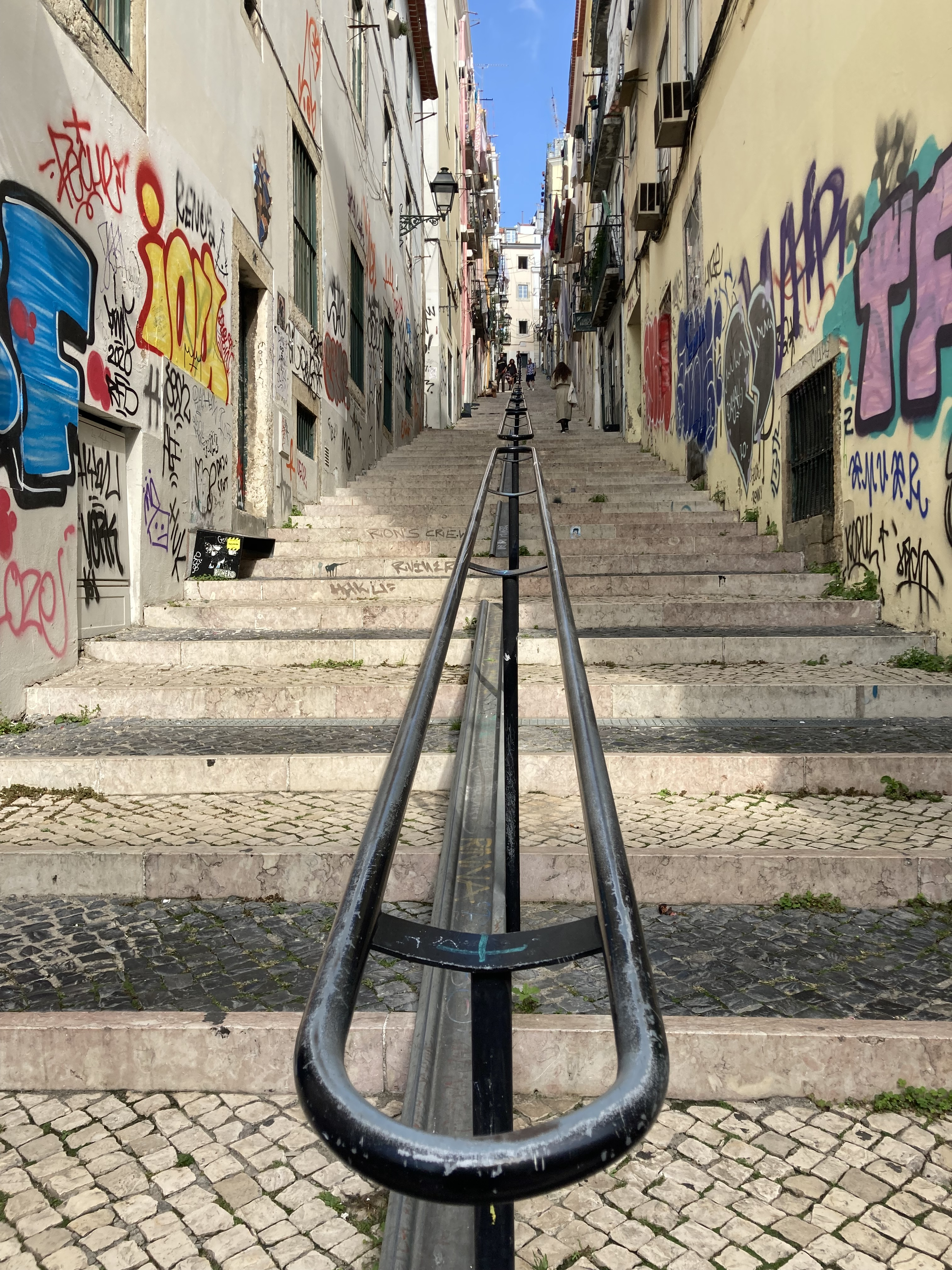
Utca a Bairro Altóban

## Közlekedés

### Vasút
A városban két jelentősebb pályaudvar található: a Santa Apolónia pályaudvar és a Lisszabon Oriente.

### Villamos
- Lisszabon villamosvonal-hálózata

### Metró
- Lisszaboni metró

## Sport

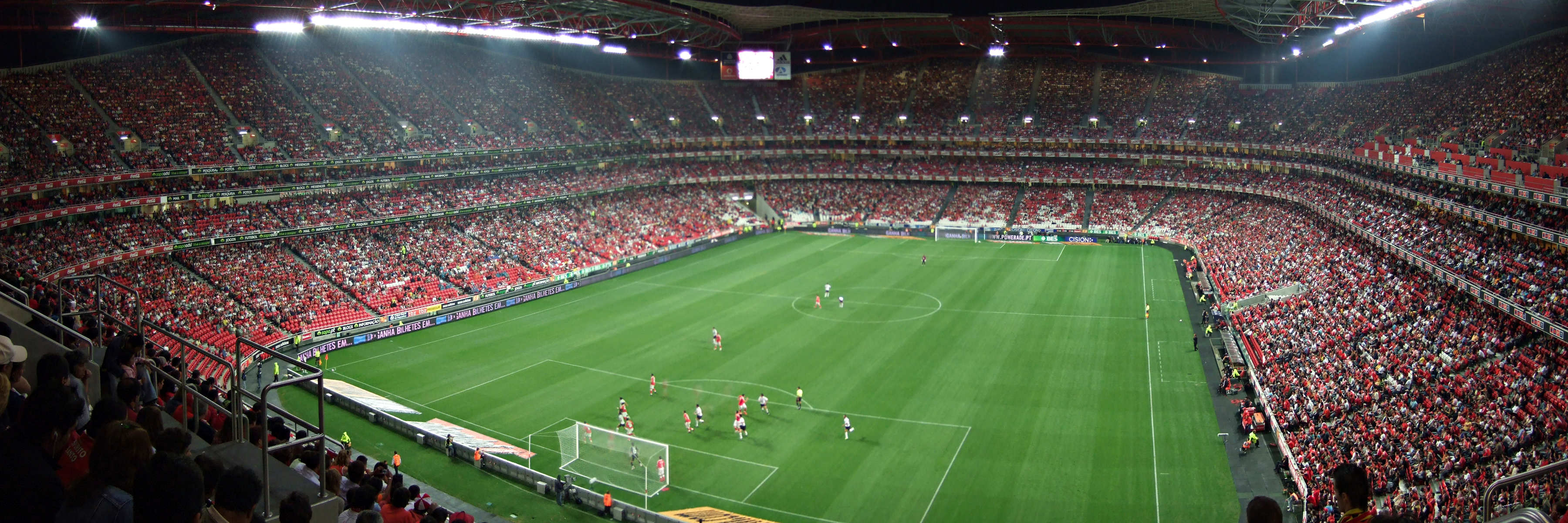
Luz stadion "Estádio da Luz".

Lisszabon legnépszerűbb sportja a labdarúgás. A legkiemelkedőbb labdarúgó klubok az SL Benfica "Sport Lisboa e Benfica (SLB)" és a Sporting CP "Sporting Clube de Portugal (SCP)" amelyeket röviden "Benficá"-nak és "Sporting"-nak neveznek. A két csapat a legrangosabb hazai és nemzetközi tornákon játszik:
- A Benfica, amelynek pályája a 65 000 férőhelyes Luz stadion ("Estádio da Luz") már kétszer nyerte meg az UEFA-bajnokok ligáját, a legnevesebb európai csapatok címét és szerepel a bajnokok ligájában is ahol eddig hét alkalommal jutott a döntőbe. Leghíresebb játékosaik Eusébio, Rui Costa, Nuno Gomes és Simão Sabrosa.
- A Sportingnak az 51 000 férőhelyes José Alvalade stadion ("Estádio José Alvalade") a hazai pályája. Európa kupa nyertes és UEFA kupa döntős csapat. Leghíresebb labdarúgóik Luís Figo és Cristiano Ronaldo mindketten Aranylabda és "Az év játékosa" díjak kitüntetettjei.

Egy másik fontos és a portugál sportéletben nagy hagyományokkal rendelkező klub a Belenenses. A "Belenenses" a város harmadik labdarúgócsapata, mérkőzéseinek a 32 500 férőhelyes Restelo stadio ("Estádio do Restelo") ad otthont. A sportklub eredményei szerényebbek, kisebb taglétszámmal bír és támogatóinak száma is alacsonyabb.

## Kultúra
2018-ban Lisszabon adott otthont a 63. Eurovíziós Dalfesztiválnak.

### Fado

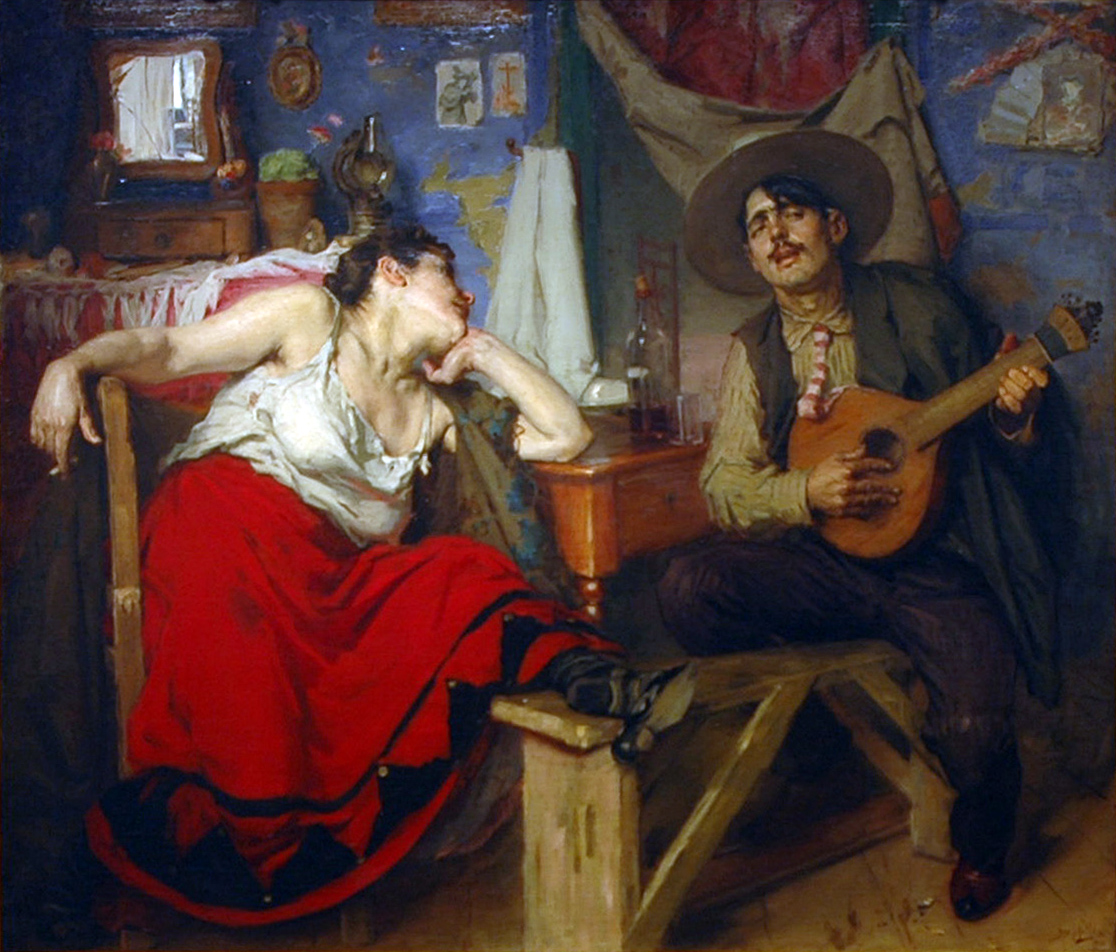
José Malhoa "A Fado" című festménye.

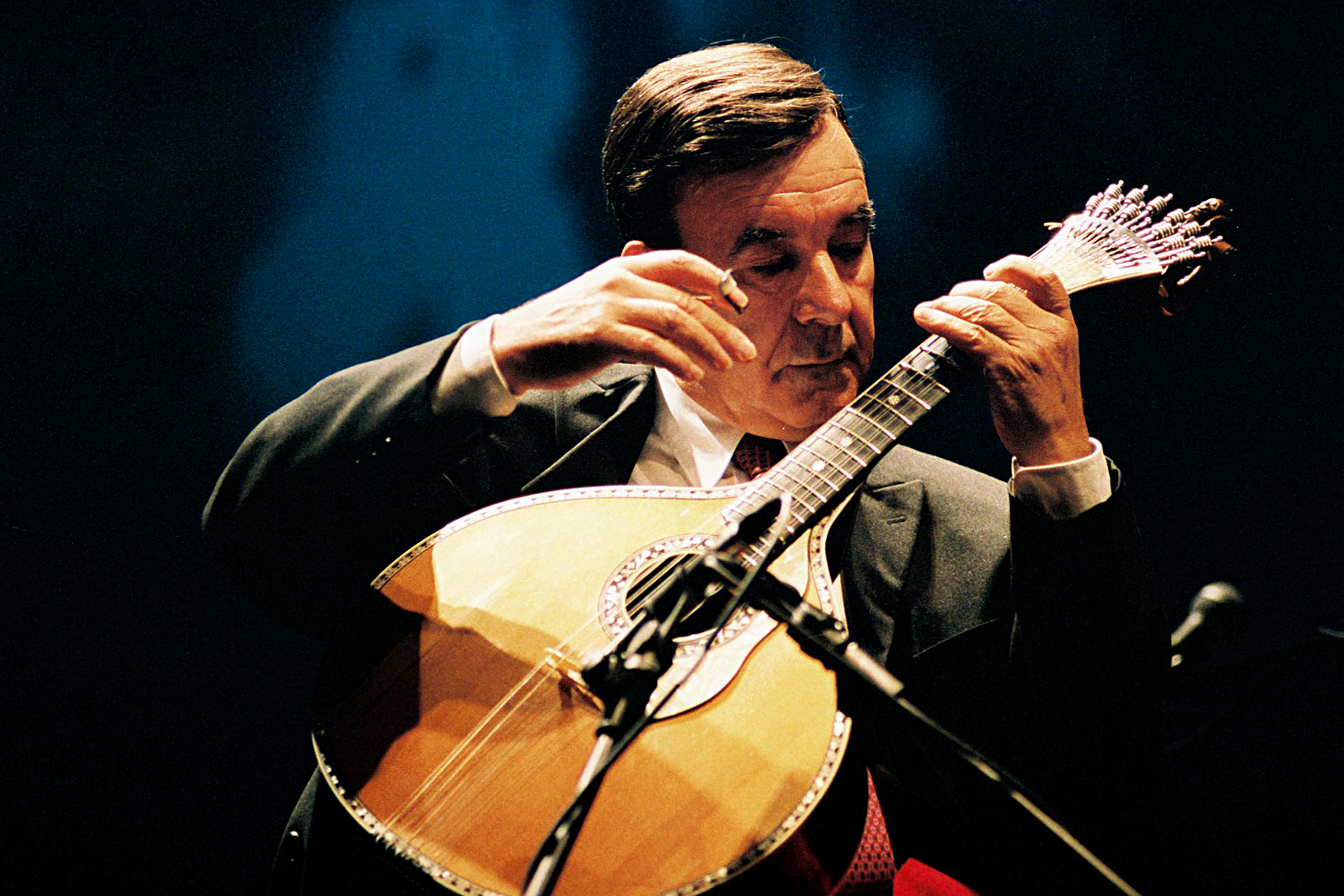
António Chainho fadó-t játszik portugál gitáron.

Lisszabon hagyományos zenéje a fado, egy melankólikus zenei műfaj ahol az énekest (portugálul "fadistá"-t) spanyol gitáron és a tizenkét húros portugál gitáron kísérik. Egy népszerű magyarázat szerint a műfaj mór eredetű. A mórok Lisszabon keresztény visszahódítása után is jelentős számban maradtak a főváros "Mourariá"-nak (azaz mór negyednek) nevezett kerületében és a fadó-ra is jellemző szomorúságot, vágyódást énekeik örökítették meg.
A legtöbb fado-ház élő zenés éttermekben található az "Alfama" nevű negyedben. Lisszabon legjobb fado-házai azok, amelyeket a fadisták maguk tartanak fenn. Itt inkább hallható eredeti fado, mint a nagyobb, turistáknak berendezett házakban. Fado vadio (vándorfado) előadásokkal találkozhatunk kisebb éttermekben és kocsmákban. A kevésbé színvonalas, ám népszerű eseményen a zenei kíséretre a közönség soraiból lép fel egy vendég egy fado előadására.

## Híres emberek
- Itt hunyt el Basílio da Gama brazil költő, író (1741–1795)

## Testvérvárosok
- Párizs, Franciaország - testvérváros 1998-tól
- São Paulo, Brazília - 2007
- Buenos Aires, Argentína - együttműködési egyezmény 1992-ben
- Tunisz, Tunézia - együttműködési megállapodás: 1993. szeptember 3.
- Budapest, Magyarország - 1992. szeptember 28.
- Makaó, Kína - 1982. május 20.
- Madrid, Spanyolország - 1979. május 31.
- Zágráb, Horvátország - 1977. július 15.
- Salvador (Bahia), Brazília - 1985. április 3.
- Bissau, Bissau-Guinea - 1983. május 31.
- Brazíliaváros, Brazília - 1985. június 28.
- Cacheu, Bissau-Guinea - 1988. november 14.
- Luanda, Angola - 1988. október 11.
- Malakka, Malajzia - 1984. január 19.
- Maputo, Mozambik - 1982. március 20.
- Praia, Zöld-foki Köztársaság - 1983. május 26.
- Rabat, Marokkó - 1988. március 22.
- Rio de Janeiro, Brazília - 1980. június 10.
- São Tomé, São Tomé és Príncipe - 1983. május 26.
- Guimarães, Portugália - 1993. június 29.

## Galéria

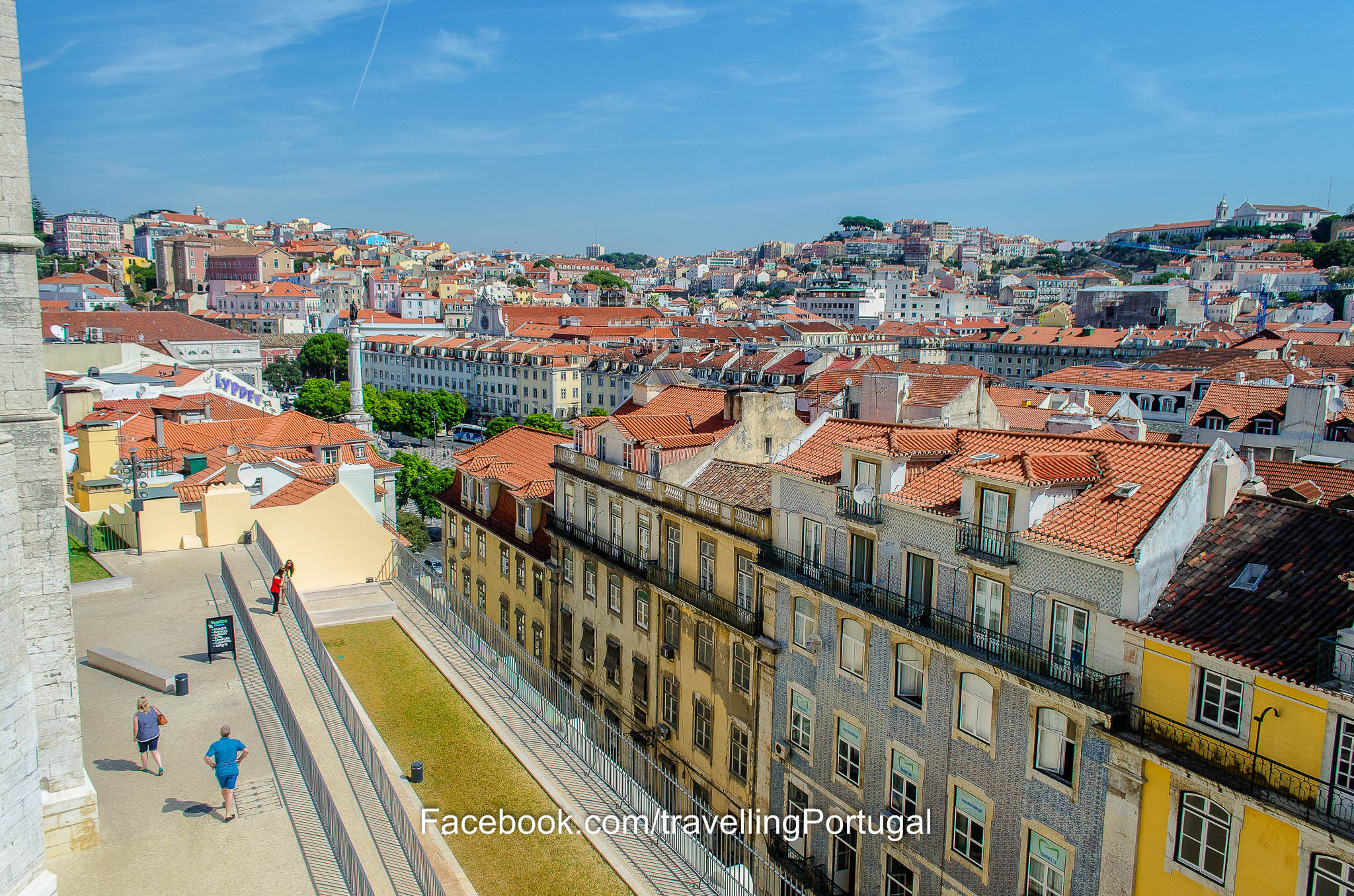
Lisszabon
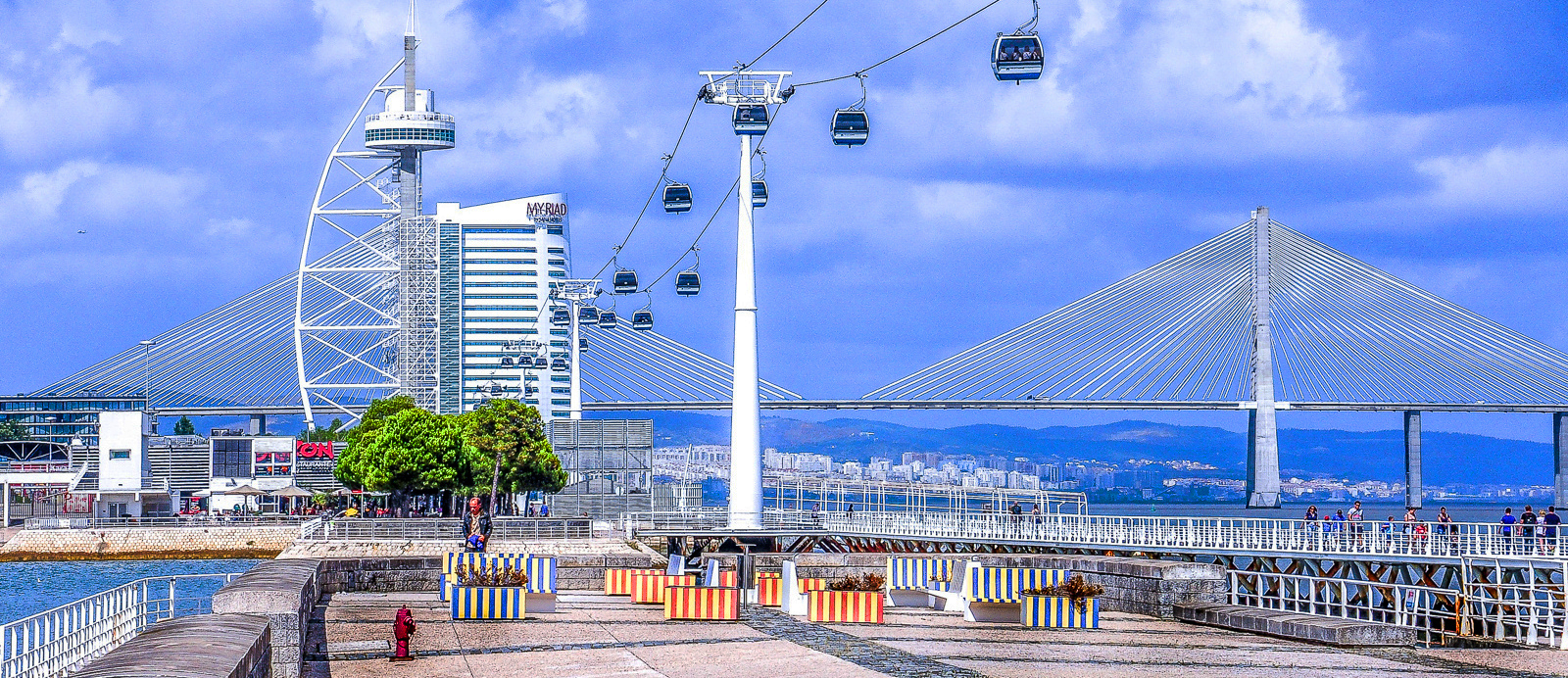
Városkép a drótkötélpályás (Santa Justa) felvonóval
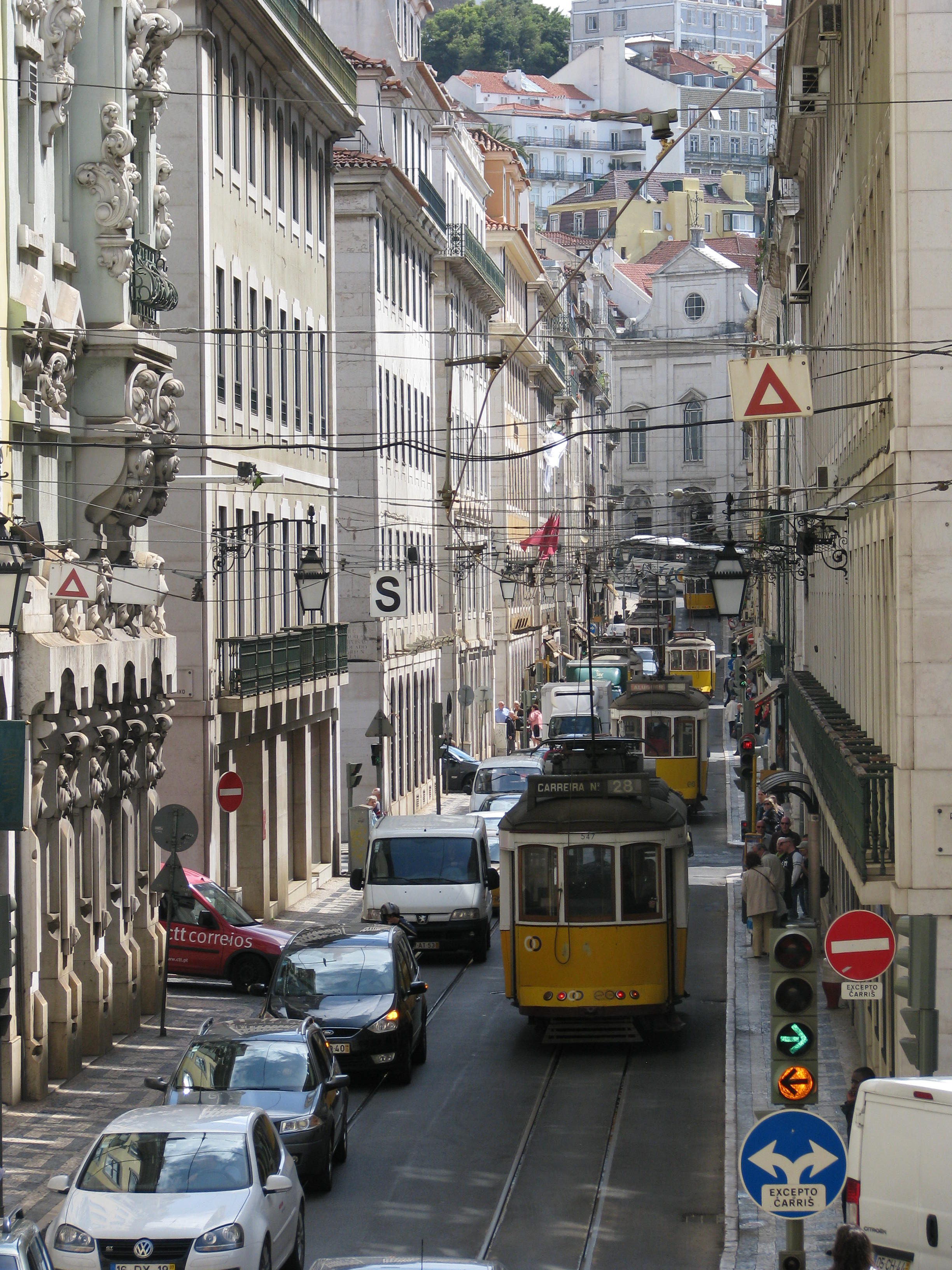
Villamosok Lisszabon szűk utcáin
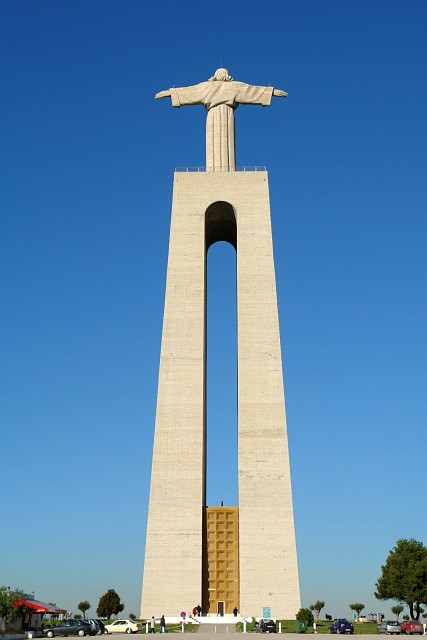
Krisztus Király szobra
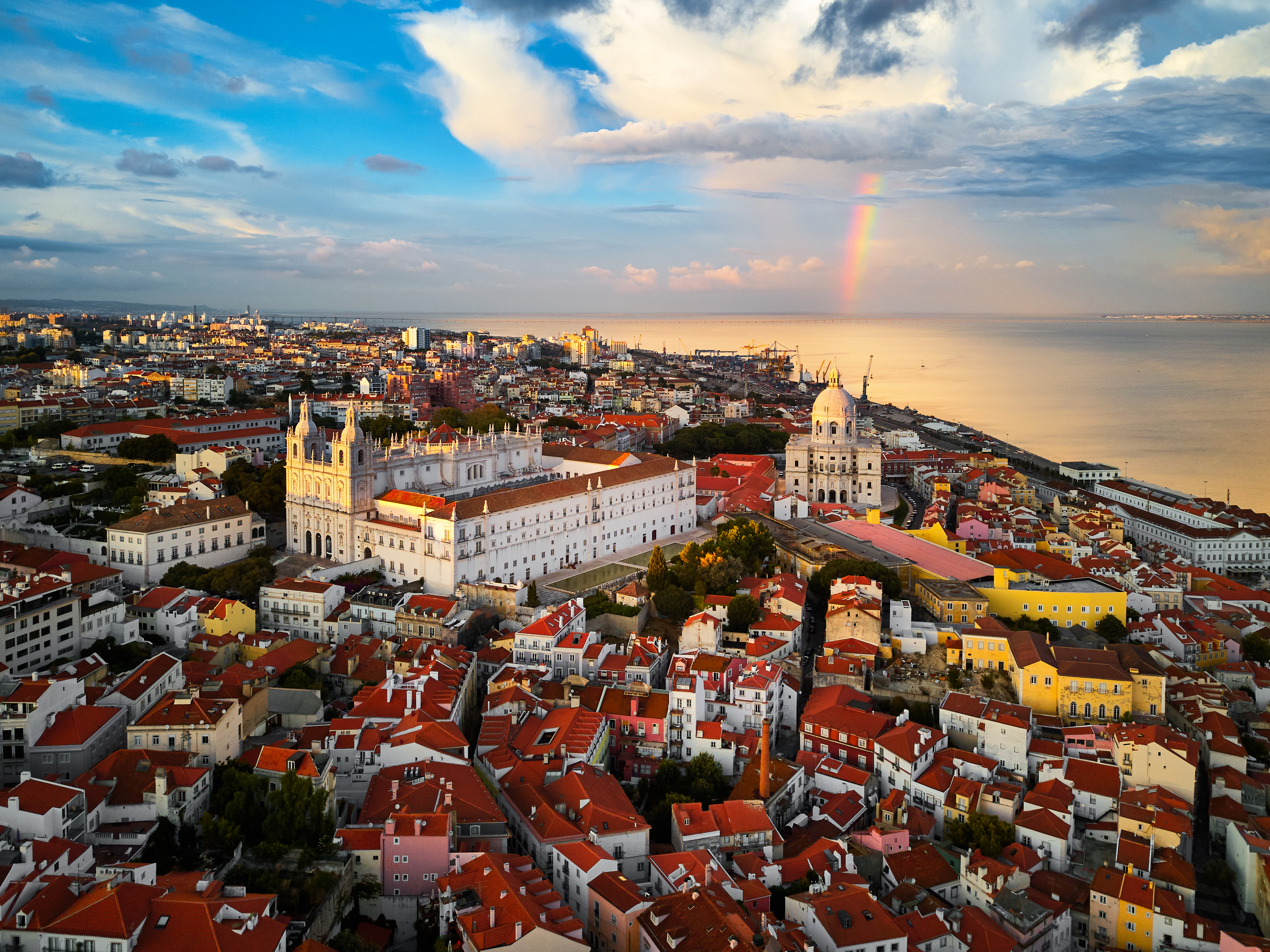
Az Alfama városrész
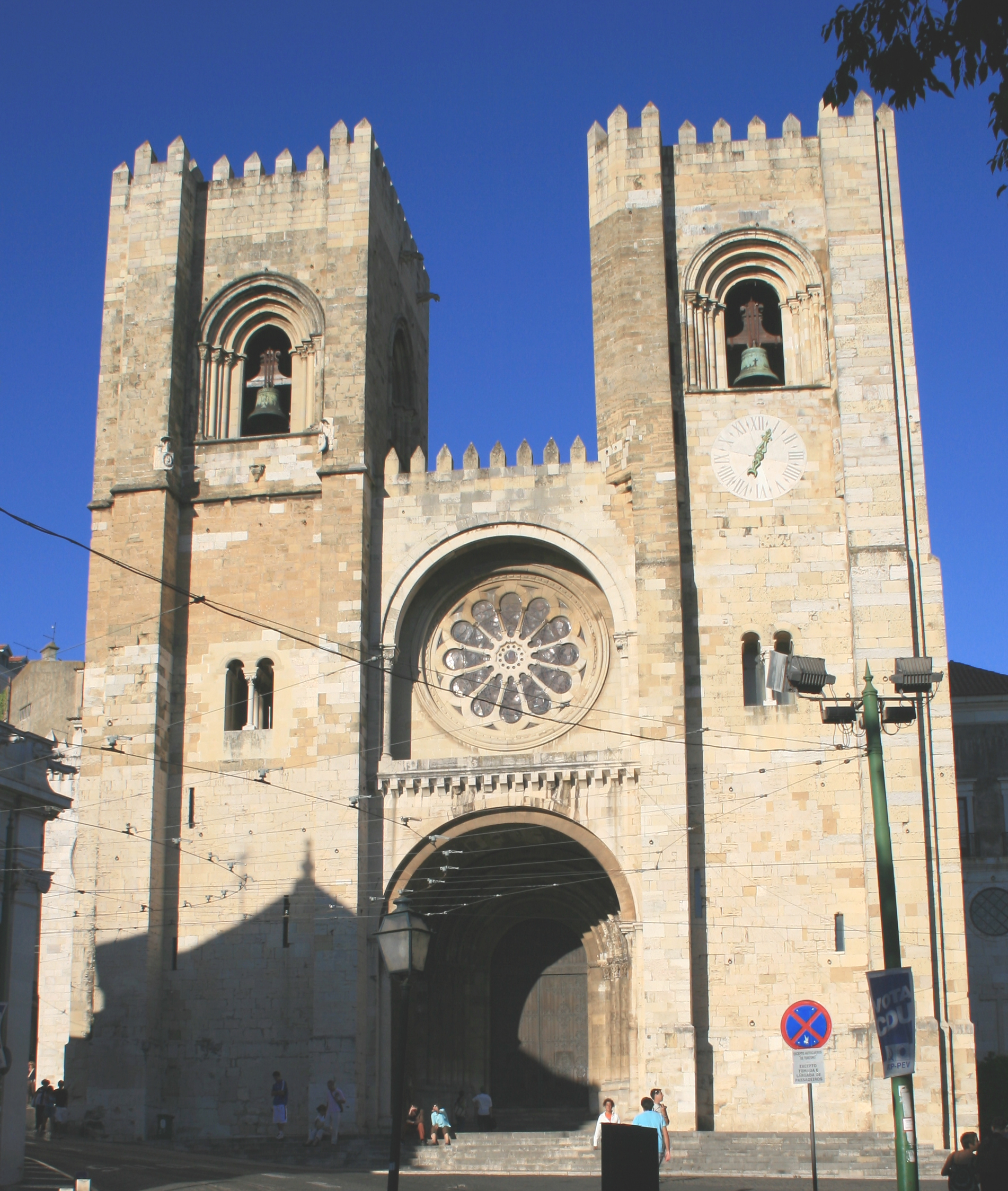
A Sé, a lisszaboni katedrális az Alfama városrészben
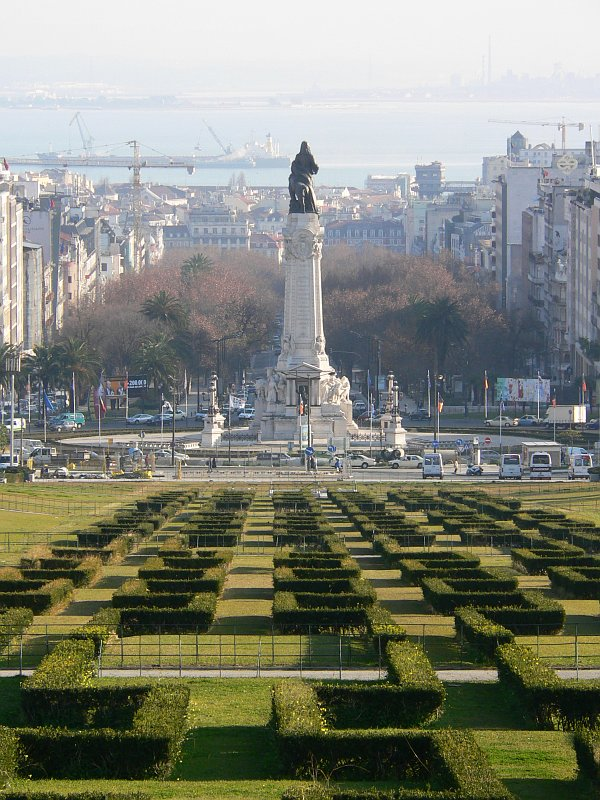
Pombal márki tér (Praça Marquês de Pombal), előtérben a VII. Eduárd park. A háttérben a Tejo folyó látszik.
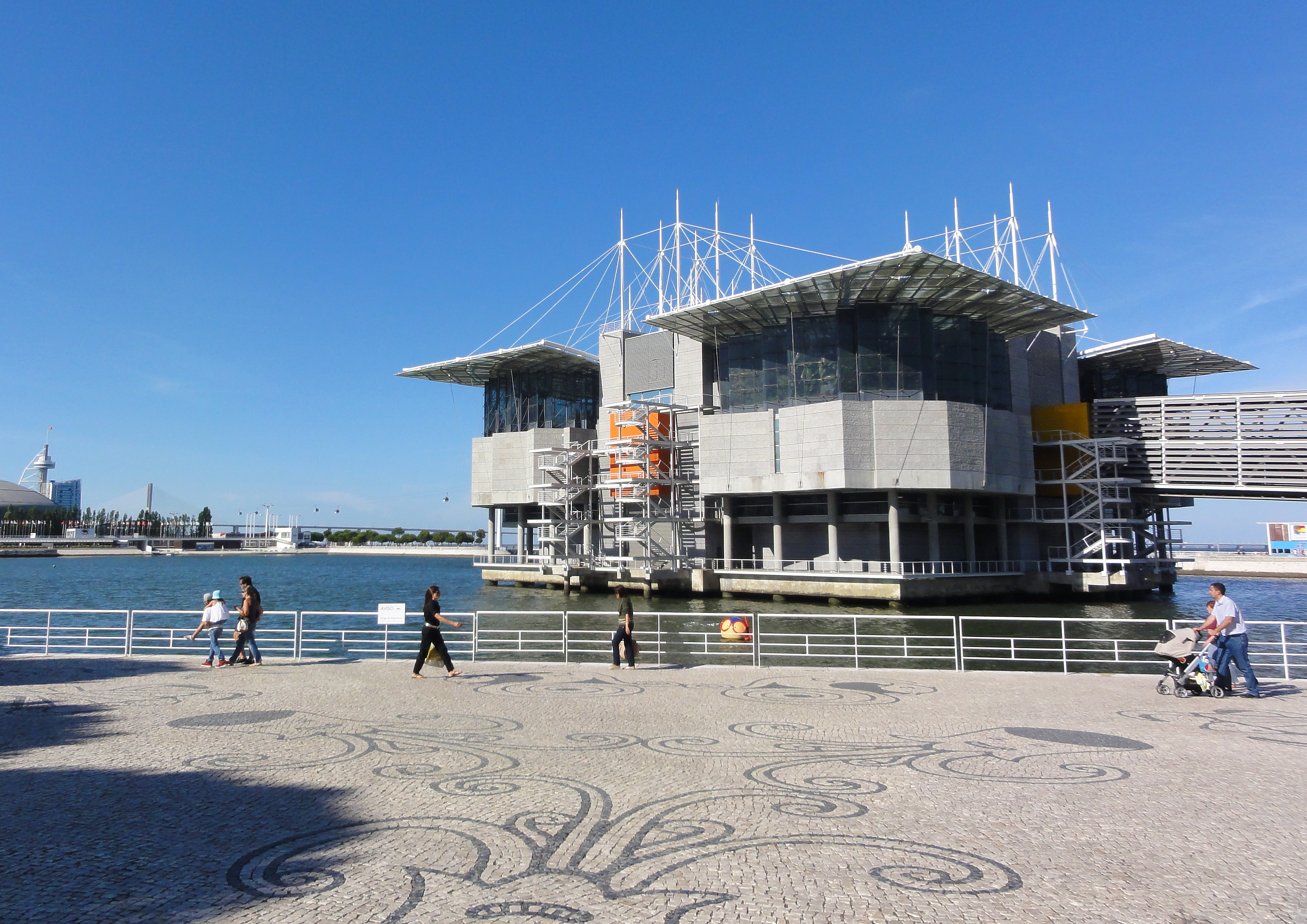
Az Oceanárium a Nemzetek Parkjában (Parque das Nações).
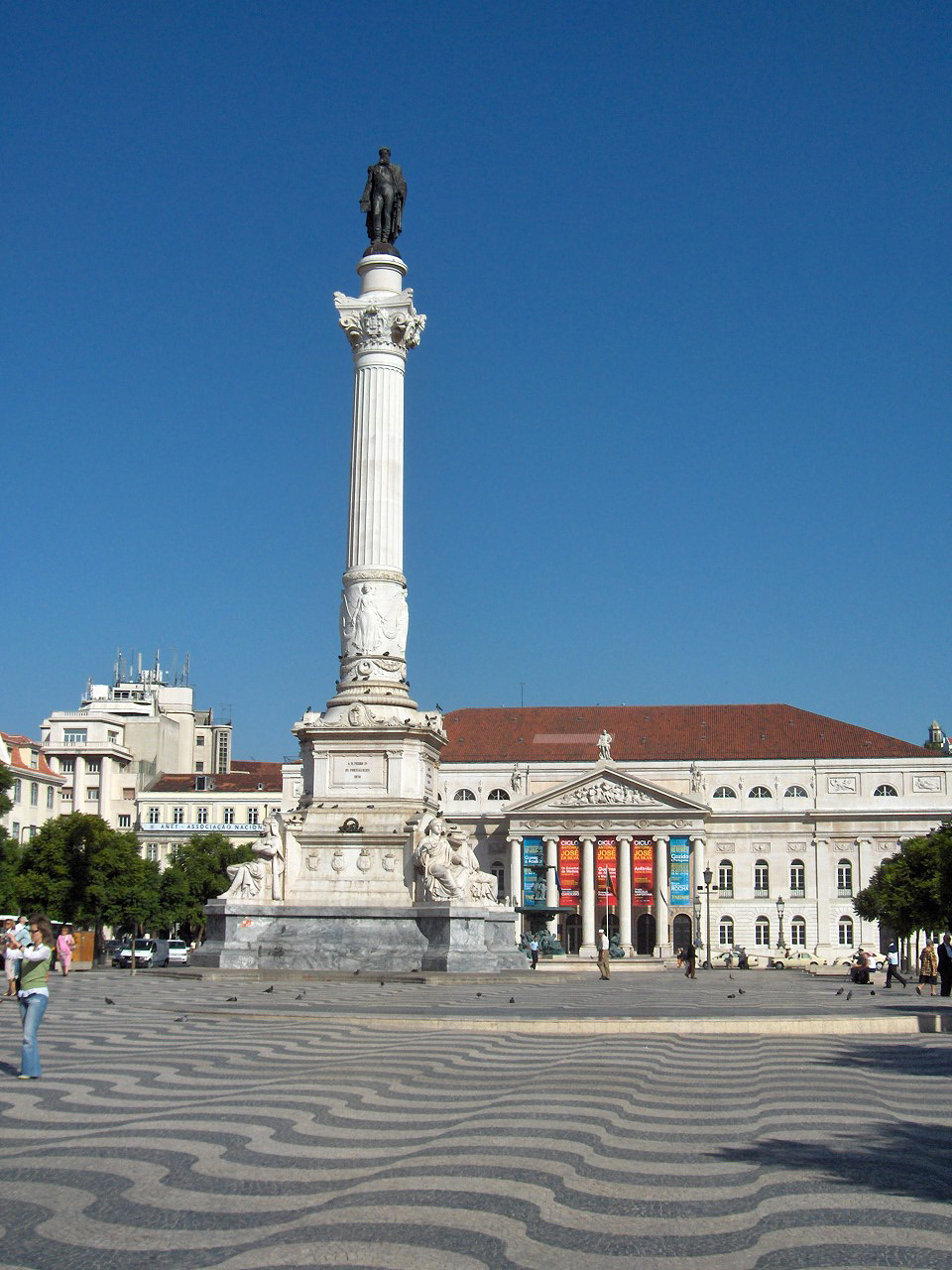
IV. Péter király szobra a Rossio-ban, háttérben a II. Mária Nemzeti Színház (Teatro Nacional D. Maria II).
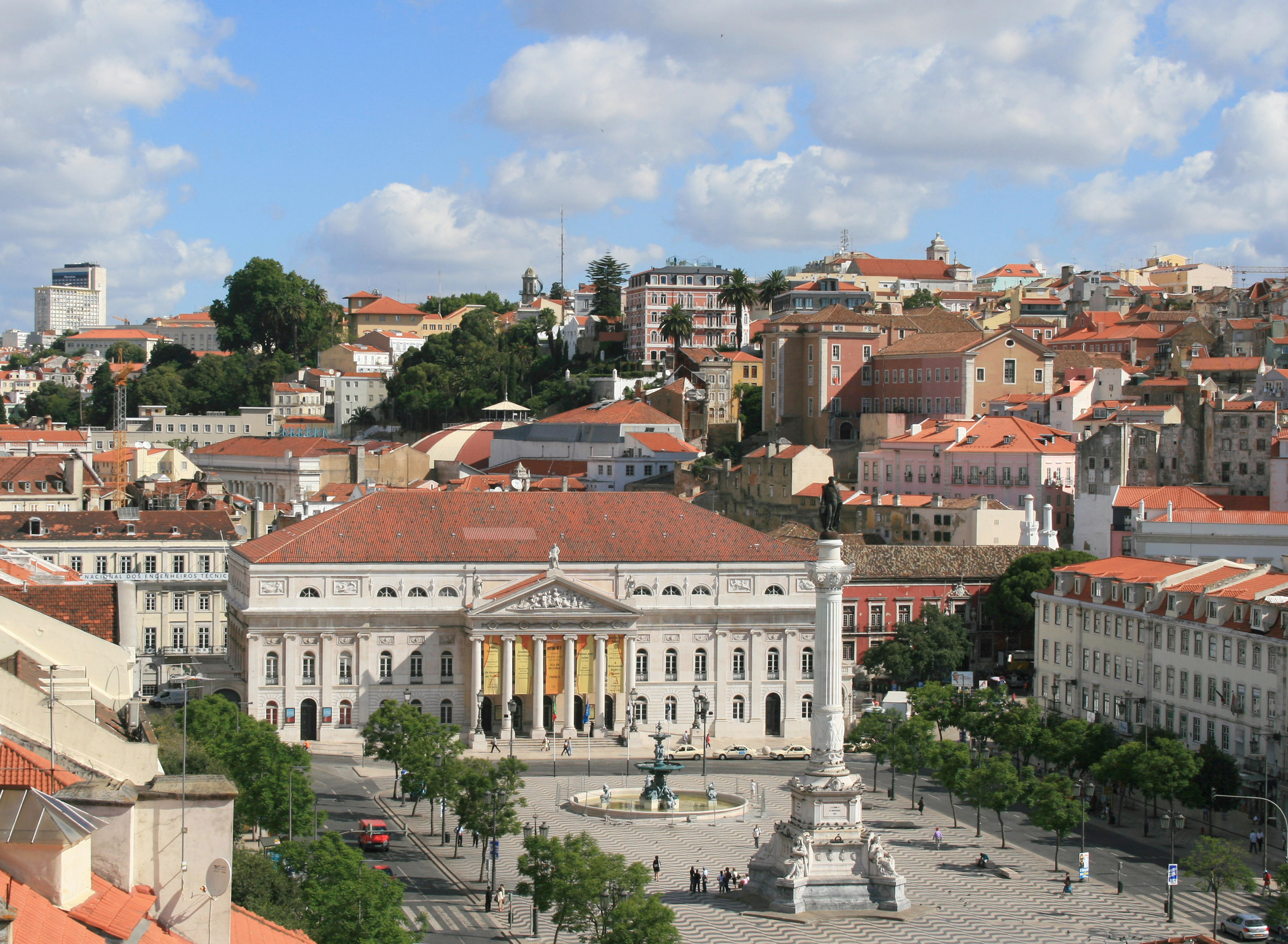
A IV. Péter tér, (Praça de D. Pedro IV) a Rossio-ban a Santa Justa felvonóból nézve.
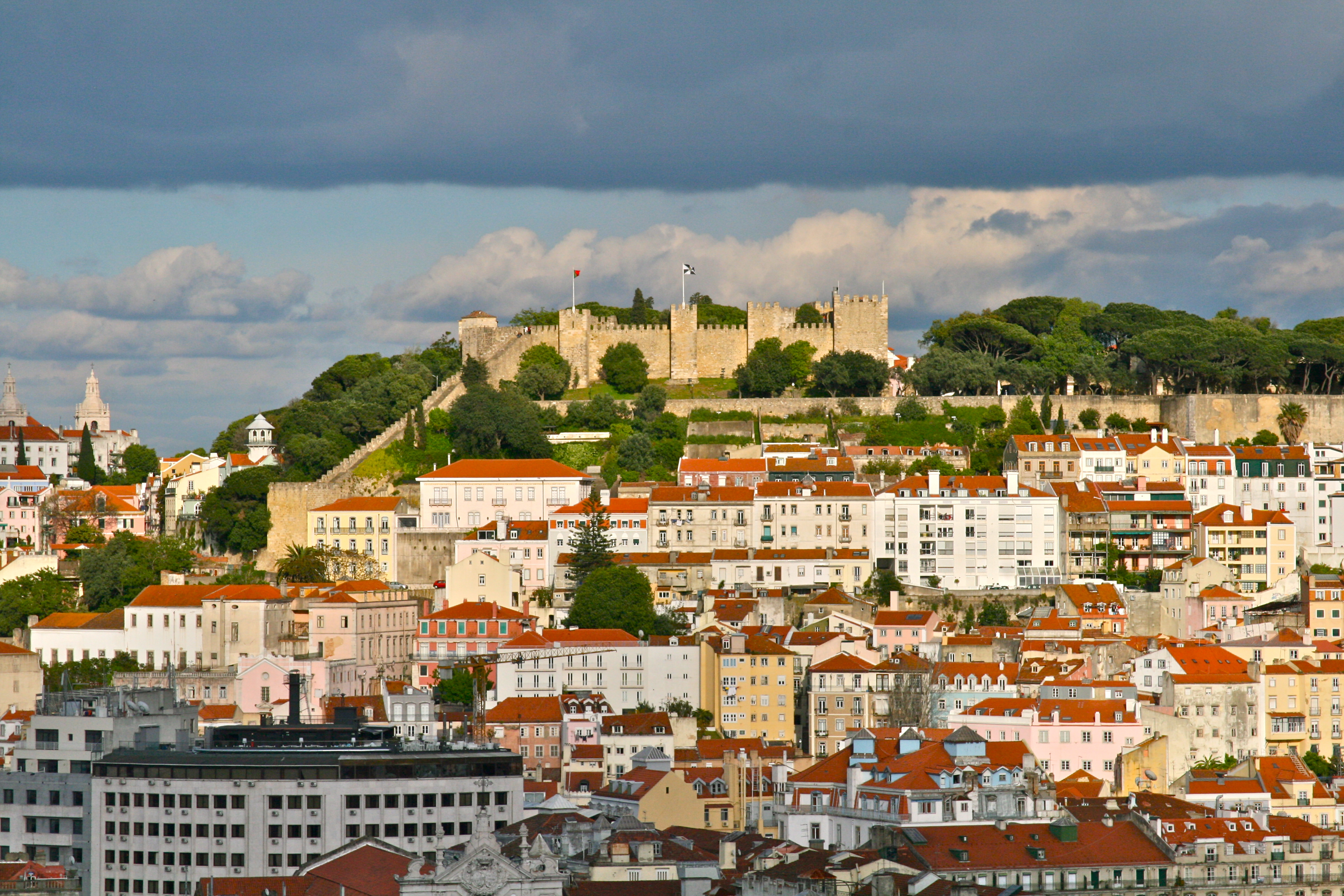
Várokép a São Jorge, azaz Szent György vár
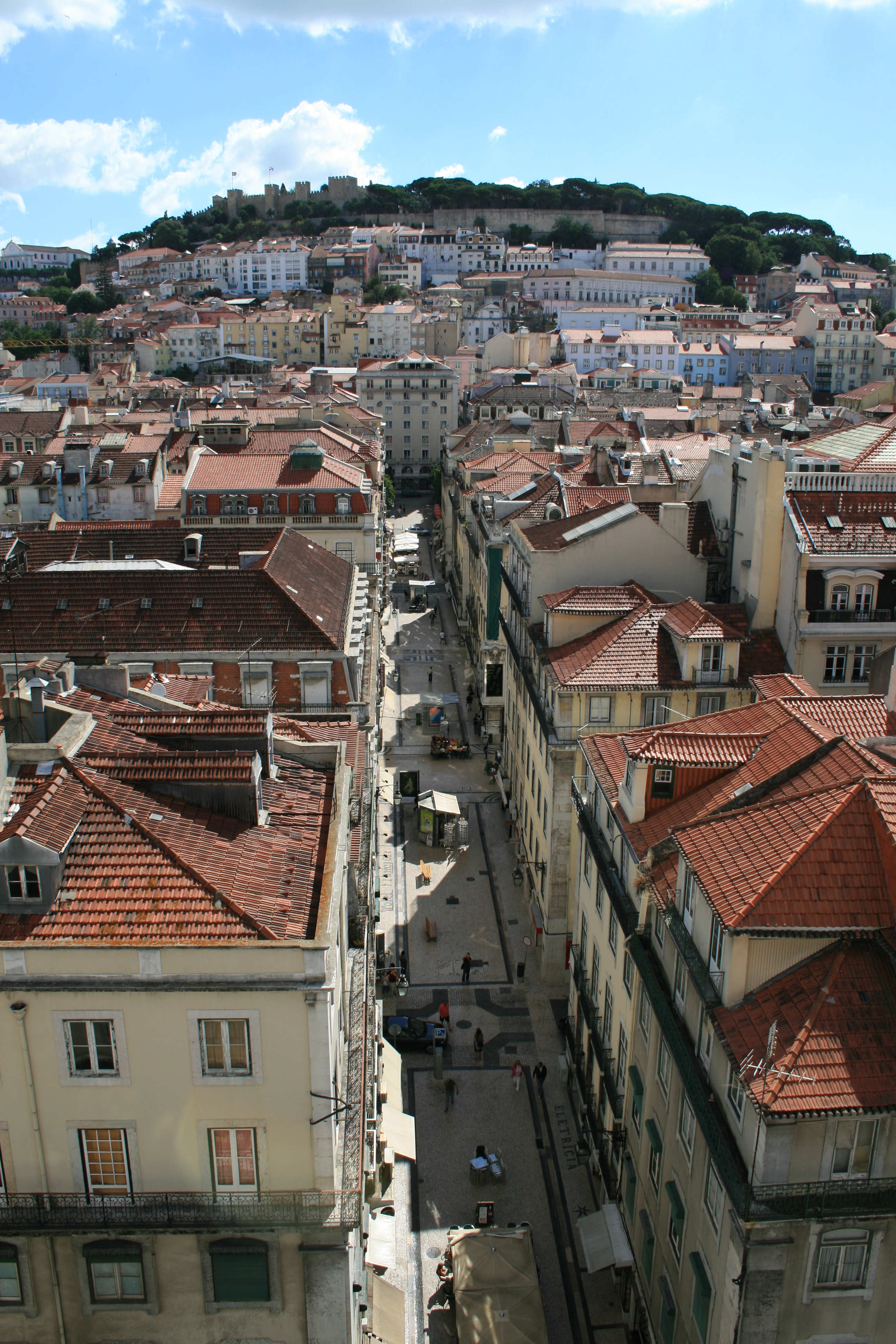
A Santa Justa utca az Alsóvárosban, háttérben a Szent György-vár
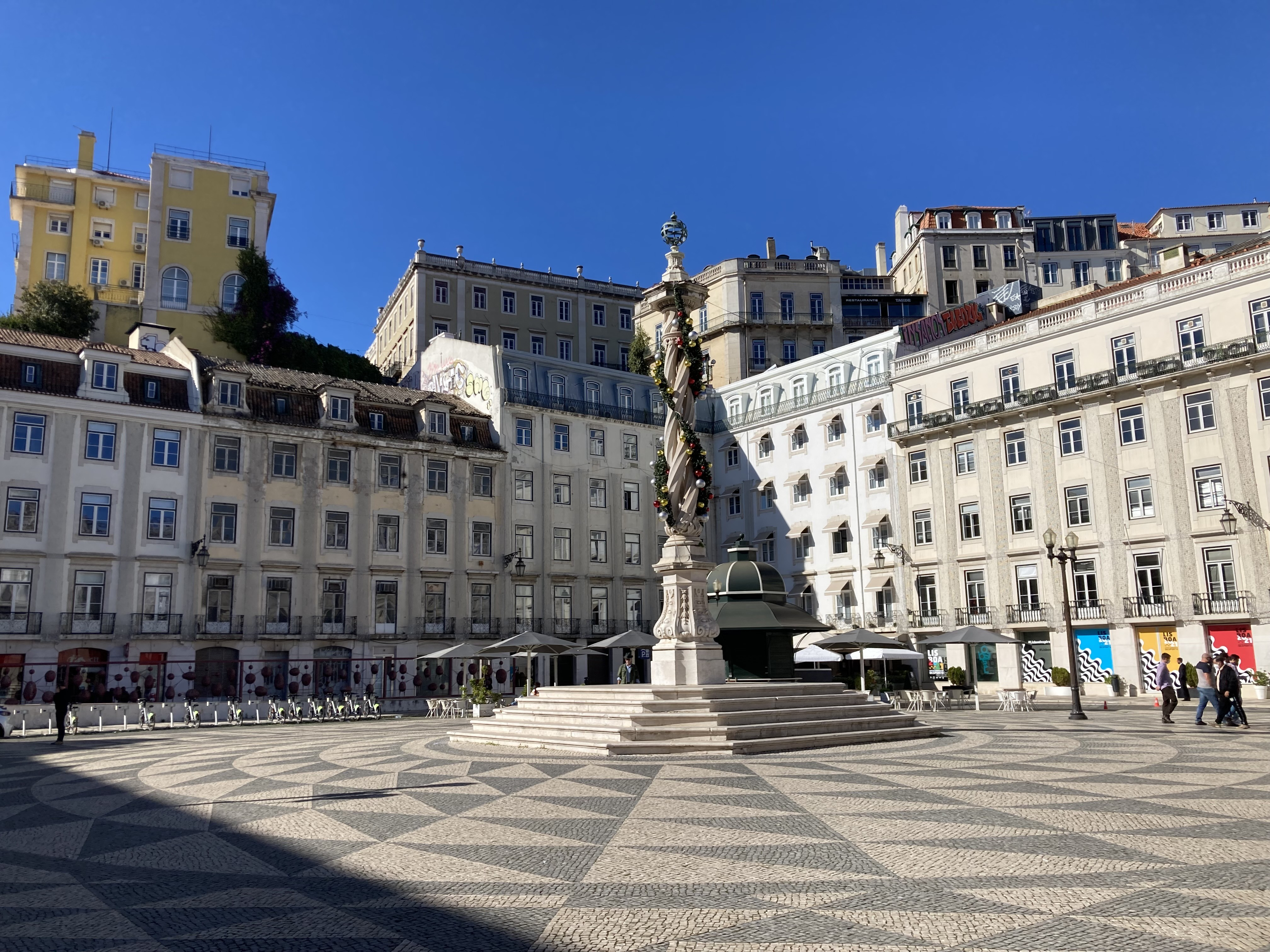
Praça do Município
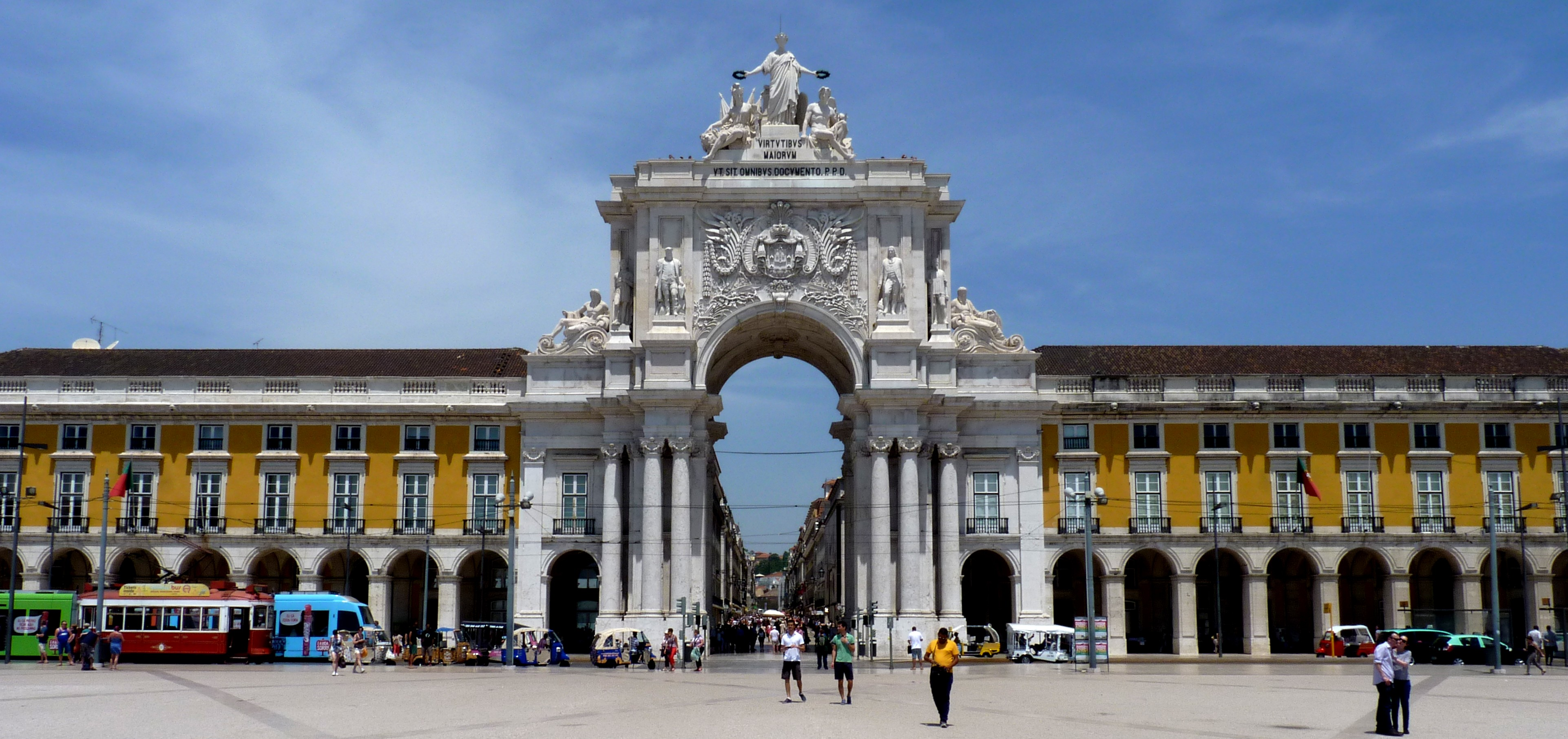
A Praça do Comércio
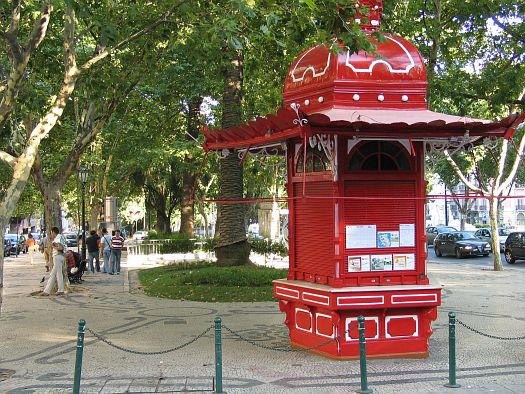
„Chafariz”
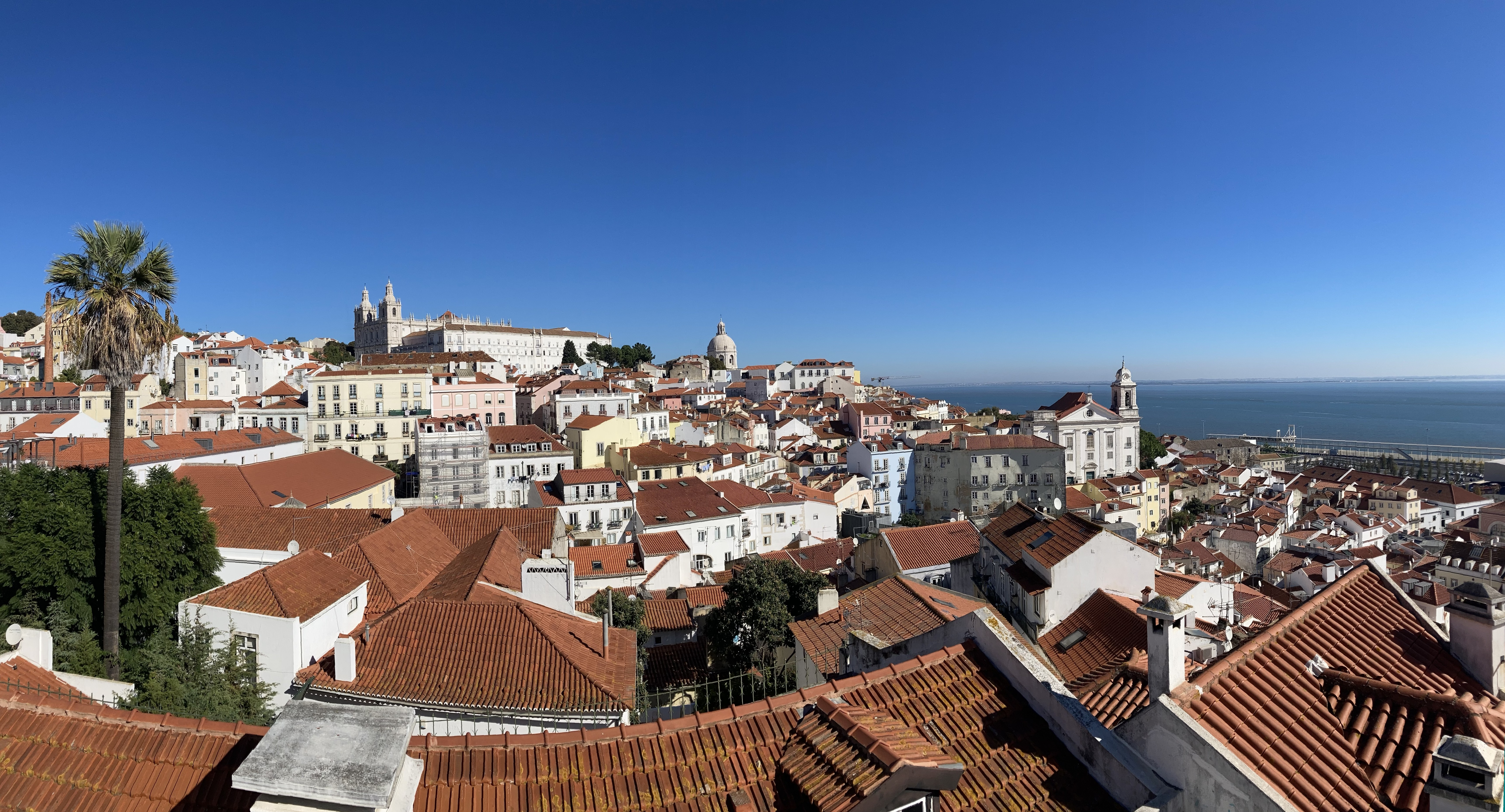
Panorámafotó a Bairro Alto felől